# Bundesgrenzschutz

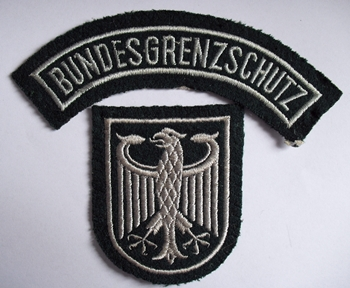
Ärmelabzeichen von 1976 bis 2001. Über dem Bundesadler der 1972 eingeführte Schriftzug Bundesgrenzschutz (sog. Genscher-Bogen)

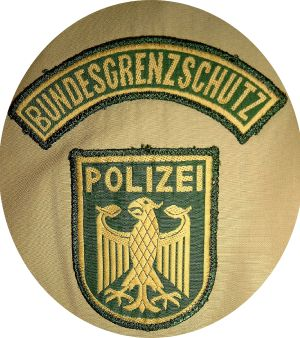
Ärmelabzeichen von 2001 bis 2005, der Bundesadler-Ärmelschild jetzt mit dem Schriftzug Polizei

Bundesgrenzschutz (BGS) ist die ehemalige Bezeichnung der 2005 in Bundespolizei umbenannten Sonderpolizei des Bundes der Bundesrepublik Deutschland.
Der Bundesgrenzschutz wurde mit dem Bundesgrenzschutzgesetz vom 16. März 1951 (heute fast vollständig durch das Bundespolizeigesetz abgelöst) als Sonderpolizei des Bundes gegründet. Er unterstand dem Bundesinnenministerium, verfügte aber bis 1994 über Kombattantenstatus.
Ursprünglich hatte der Bundesgrenzschutz nur den spezialpolizeilichen Auftrag der Grenzsicherung. Dafür war er auch militärisch ausgebildet und ausgerüstet. Später erhielt der Bundesgrenzschutz zunehmend schutzpolizeiliche Aufgaben, wurde flächendeckend ausgebaut und erhielt Kompetenzen für kriminalpolizeiliche Ermittlungen. Im Laufe seiner Geschichte wurden verschiedene Behörden in den Bundesgrenzschutz integriert, wie ab 1992 die Bahnpolizei der Deutschen Bundesbahn. Ein großer Teil des frühen Bundesgrenzschutzes wechselte ab 1956 in die neu gegründete Bundeswehr.

## Aufgaben
Neben dem Schutz der innerdeutschen Grenze hatte der Bundesgrenzschutz folgende Aufgaben, die er heute als Bundespolizei weiterführt:
- grenzpolizeilicher Schutz des Bundesgebietes: polizeiliche Überwachung der Grenzen zu Lande, zu Wasser und aus der Luft; polizeiliche Kontrolle des grenzüberschreitenden Verkehrs einschließlich der Überprüfung der Grenzübertrittspapiere und der Berechtigung zum Grenzübertritt sowie der Grenzfahndung; die Abwehr von Gefahren, die die Sicherheit der Grenzen beeinträchtigen, im Grenzgebiet bis zu einer Tiefe von 30 km und von der seewärtigen Begrenzung an bis zu einer Tiefe von 50 km
- Aufgaben der Bahnpolizei (ab 1992, in Ostdeutschland ab 1990)
- Schutz vor Angriffen auf die Sicherheit des Luftverkehrs (ab 1992)
- Schutz von Verfassungsorganen des Bundes und von Bundesministerien
- Aufgaben auf See
- polizeiliche Aufgaben im Notstands- und Verteidigungsfall
- Auslandseinsätze unter Verantwortung der Vereinten Nationen (UN), der Europäischen Union (EU) oder anderer internationaler Organisationen
- Unterstützung des Polizeivollzugsdienstes der Polizei beim Deutschen Bundestag
- Unterstützung des Auswärtigen Amtes zum Schutz deutscher diplomatischer und konsularischer Vertretungen im Ausland
- Unterstützung des Bundeskriminalamtes (BKA) im Schutz- und Begleitdienst (Personenschutz)
- Unterstützung des Bundesamtes für Verfassungsschutz auf dem Gebiet der Funktechnik
- Unterstützung der Polizeien der Länder, insbesondere bei Großeinsätzen
- Hilfeleistung bei Katastrophen und besonderen Unglücksfällen einschließlich Luftrettungsdienst
- Schutz der Auslandsstationen der Deutschen Lufthansa (mehrheitlich ein staatliches Unternehmen)

## Geschichte

### Die Gründung des BGS
Als Vorläuferorganisation des Bundesgrenzschutzes kann der Zollgrenzschutz (ZGS), der von 1937 bis 1945 bestand, angesehen werden. Seit seiner Gründung haben sich Aufgaben und Selbstverständnis des BGS mehrfach verändert.
Der BGS sicherte anfangs vornehmlich die innerdeutsche Grenze. Bis 1955 durfte die Bundesrepublik zwar keine Streitkräfte unterhalten, wollte aber eine eigene Grenzschutztruppe und eine Polizei auf Bundesebene aufbauen. Die westlichen Besatzungsmächte ließen aber zunächst nur eine Bereitschaftspolizei auf Länderebene zu. Vor dem Hintergrund des Kalten Krieges änderten sie ihre Politik und gestanden der Bundesrepublik zu, eine quasi-militärisch ausgerüstete Bundesgrenzschutztruppe aufzustellen, die im Falle eines Krieges vor allem bei inneren Unruhen eingreifen sollte. Die Gründung des BGS geht zurück auf Forderungen der alliierten Vereinigten Stabschefs vom 2. Mai und 17. Mai 1950 nach einer Wiederbewaffnung Westdeutschlands:
„Die Vereinigten Stabschefs sind der festen Überzeugung, dass aus militärischer Sicht die angemessene und frühe Wiederbewaffnung Westdeutschlands von grundlegender Bedeutung für die Verteidigung Westeuropas gegen die UdSSR ist“ und „Die Vereinigten Stabschefs sind … übereingekommen, dem Rat der Außenminister zu empfehlen, dass Westdeutschland gestattet werden soll, 5.000 Mann Bundespolizei zu haben, die ‚Staatsschutz‘ (Republican Guard) genannt werden soll. Die Vereinigten Stabschefs fordern nachdrücklich, dass die Außenminister dieser Empfehlung nachkommen, da eine solche Truppe sehr wohl der erste Schritt zu einer späteren Wiederbewaffnung Deutschlands sein könne.“
Ein weiterer Baustein beim Aufbau des Bundesgrenzschutz war die am 23. Januar 1951 erfolgte Ehrenerklärung für die früheren Angehörigen der Wehrmacht durch den Oberbefehlshaber der NATO-Streitkräfte, Dwight D. Eisenhower gegenüber Bundeskanzler Konrad Adenauer. Dies machte die Wiedereingliederung ehemaliger Wehrmachtskader und Mannschaften erst möglich, da zu diesem Zeitpunkt nur wenige Nachkriegsjahrgänge und so gut wie keine Offiziere zur Verfügung gestanden hätten.
Ab 16. März 1951 wurden die ersten BGS-Verbände in einer Stärke von 10.000 Mann aufgestellt. Die erste Grenzschutzabteilung stellte sich am 28. Mai 1951 in Lübeck der Öffentlichkeit vor. Leiter des dortigen Ausbildungsstabes war Anton Grasser (1891–1976), der im Zweiten Weltkrieg als Infanteriegeneral gedient hatte. Grasser wurde dann Kommandeur des Grenzschutzkommandos Süd und Inspekteur des Bundesgrenzschutzes. Zum 1. Juli 1951 folgte die Aufstellung des ersten Seegrenzschutzverbands. Am 19. September 1951 wurde dem BGS auch der Bundespasskontrolldienst (seit 1. April 1961: Grenzschutzeinzeldienst, GSE) unterstellt.
In den ersten Jahrzehnten war der Bundesgrenzschutz seinem Einsatzgebiet entsprechend mehr paramilitärisch als polizeilich organisiert, so dass er bei der Gründung der Bundeswehr 1955 eine tragende Rolle spielen konnte. Noch bis Mitte der achtziger Jahre war der BGS auch mit leichten und mittleren Infanteriewaffen ausgestattet. Die Erstbewaffnung des Bundesgrenzschutzes war außerordentlich schwierig, da es der jungen Republik an Geld mangelte und die Eigenproduktion von Waffen aufgrund eines Beschlusses der westlichen Alliierten verboten war. So kam es, dass zum Teil auch wenig geeignete Waffen – wie die in Spanien produzierte Astra, Modell 600 – für den BGS beschafft werden mussten. 1953 wurde die Sollstärke des BGS auf 20.000 Mann erhöht.
Nach dem damaligen Bundespolizeibeamtengesetz war Beamten eine Eheschließung erst nach sechs Dienstjahren und dem Erreichen des 27. Lebensjahres möglich. Da sich schon bald Widerstand gegen dieses Gesetz bildete, wurde es am 28. September 1953 gelockert; der Vorgesetzte konnte eine Heiratserlaubnis erteilen.

### Diensteid des BGS
Die Beamten des Bundesgrenzschutzes legten den für die Bundesbeamten vorgeschriebenen Eid ab:

„Ich schwöre, das Grundgesetz für die Bundesrepublik Deutschland und alle in der Bundesrepublik geltenden Gesetze zu wahren und meine Amtspflichten gewissenhaft zu erfüllen(, so wahr mir Gott helfe)!“

Die Beteuerung „so wahr mir Gott helfe“ ist ein freiwilliger Teil im Diensteid. Die Beamten können ihn weglassen oder eine Beteuerung ihrer Religionsgemeinschaft verwenden.

### Die Gründung der Bundeswehr
Bis 1956 war der BGS auf 16.414 Mann angewachsen. Im Zuge der Gründung der Bundeswehr wurde beschlossen, Grenzschutzbeamte zu deren Gründungsdatum am 1. Juli 1956 teilweise in die Bundeswehr zu überführen, soweit sie der Überführung in die Bundeswehr nicht widersprächen. Damals wechselten rund 10.000 Polizeivollzugsbeamte des BGS freiwillig in die Streitkräfte. Unter ihnen befanden sich 593 Offiziere, 999 Unteroffiziere mit Portepee, 1899 Unter- und Stabsunteroffiziere sowie 6801 Grenzjäger.  Der Seegrenzschutz ging 1956 vollständig in der Bundesmarine auf und wurde erst wieder im Herbst 1964 auf Betreiben des Bundesministeriums des Innern und der Landesregierung Schleswig-Holsteins als Bundesgrenzschutz See (BGS See) aufgestellt. Im Zuge des Aufbaus der Bundeswehr half der BGS auch organisatorisch.
Nach diesen großen Personalabgaben musste mit dem Neuaufbau der zweiten Generation im BGS begonnen werden.
Wehrpflichtige konnten auch durch Ableistung der Grenzschutzdienstpflicht im BGS ihre Wehrpflicht erfüllen.(§ 42a WPflG)

### Notstandsgesetze und GSG 9
Mit der Verabschiedung der Notstandsgesetze veränderten sich 1968 die Aufgaben des BGS. Die quasi-militärische Aufgabenstellung entfiel, weil im Falle des Notstandes nun auch die Bundeswehr im Inneren der Bundesrepublik eingesetzt werden konnte. Die polizeirechtliche Grundlage des BGS wurde dem Polizeirecht der Länder angeglichen. Neben den bisherigen Aufgaben wie Grenzschutz und Grenzkontrolldienst wurde der BGS nun verstärkt bei polizeilichen Großeinsätzen (Demonstrationen der 68er-Bewegung etc.) eingesetzt. Der BGS entwickelte sich nun in Richtung auf eine Bundespolizei. 1976 wurden die Ausbildung und die Personalstruktur im Bundesgrenzschutz reformiert, wenngleich auch weiterhin in der Ausbildung militärische Inhalte gelehrt wurden. Allerdings führten die Beamten keine militärischen Dienstgrade (zum Beispiel Major im BGS) mehr, sondern erhielten nun die gleichen Amtsbezeichnungen wie die Länderpolizeien (zum Beispiel Polizeirat im BGS; siehe auch Amtsbezeichnungen des Bundesgrenzschutzes).
Nachdem es den regulären Polizeieinheiten bei der Geiselnahme während der Olympischen Spiele 1972 in München nicht möglich gewesen war, die bis dahin in Deutschland unbekannte, radikal neue Bedrohung durch den Terror zu bewältigen, wurde die Antiterroreinheit des Bundesgrenzschutzes Grenzschutzgruppe 9 unter ihrem ersten Kommandeur Ulrich Wegener gegründet.

### Verschwinden von Grenzen und neue Aufgaben
Mit dem Unterzeichnen des Schengener Durchführungsübereinkommens im Rahmen des Schengener Abkommens am 19. Juni 1990 und Auflösung der innerdeutschen Grenze (3. Oktober 1990) entfiel schlagartig die Hauptaufgabe des BGS für mehr als 2600 km Grenzgebiet. Durch diesen Umstand hatte eine erhebliche Zahl der Beamten keine Aufgabe mehr.
Allerdings übernahm der BGS mit dem Tag der deutschen Wiedervereinigung die bahnpolizeilichen sowie Aufgaben der Luftsicherheit in den neuen Bundesländern. Die Transportpolizei der DDR ging sofort im BGS auf.
Ab 1992 wurde dann auch die Bahnpolizei in den Grenzschutz integriert. Damit nahm der BGS diese Aufgaben bundesweit wahr, sofern nicht ein Bundesland beantragte, diese mit eigenen Kräften wahrzunehmen. Mit einer Personalstärke von 30.000 Bediensteten war er nun deutschlandweit präsent. 1994 wurde er zur Schleierfahndung ermächtigt; er führte verdachtsunabhängige polizeiliche Kontrollen im Rahmen von Gefahrenabwehr und Strafverfolgung im grenznahen Gebiet an den Binnengrenzen der EU durch.

## Organisation
Die Organisation des Bundesgrenzschutzes änderte sich mehrfach. Bis 1992 war der BGS in die Grenzschutztruppe, den Grenzschutzeinzeldienst und die Grenzschutzverwaltung gegliedert. Die Grenzschutztruppe bestand aus den Grenzschutzkommandos mit nachgeordneten Gruppen, Abteilungen und Hundertschaften. Der Einzeldienst bestand aus der Grenzschutzdirektion und den Grenzschutzämtern und war in erster Linie für die Grenzsicherung zuständig. Die Verwaltung gliederte sich in die Grenzschutzverwaltungen bei den Grenzschutzkommandos und den Verwaltungsstellen bei den Abteilungen. Danach wurden Einzeldienst, Kommandos und Verwaltungen zu den Grenzschutzpräsidien zusammengefasst und der Grenzschutzdirektion zentrale Aufgaben, wie die Beschaffung, übertragen.
Vor 1965 waren BGS-Beamte faktisch als Kombattanten eingestuft, ausdrücklich gesetzlich geregelt wurde der Kombattantenstatus von 1965 bis 1994.

### 1951–1959

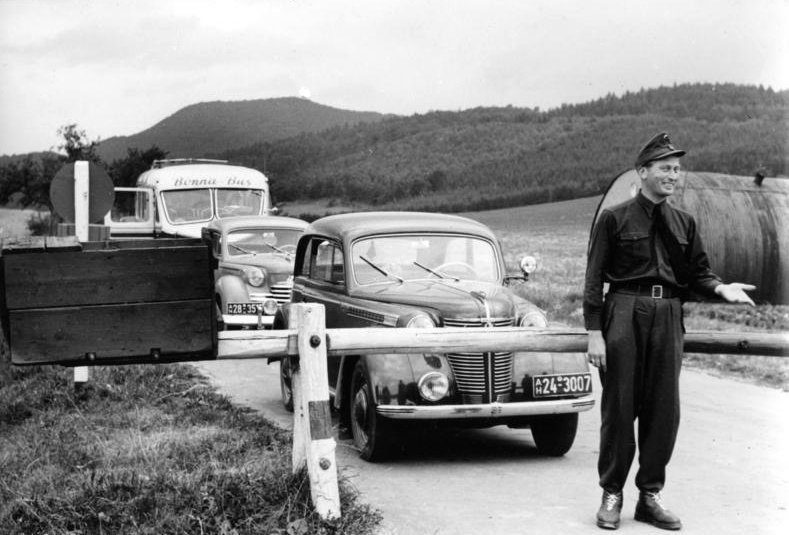
Beamter des Bundesgrenzschutzes an der innerdeutschen Grenze 1952 bei Heldra

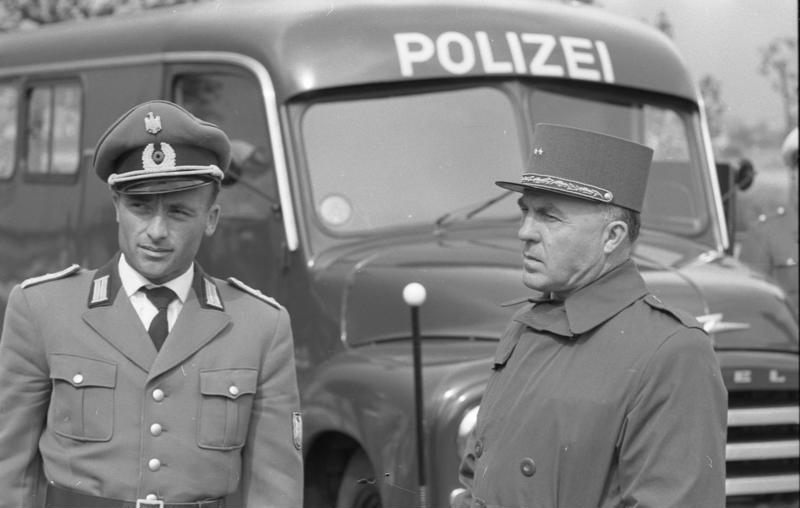
Offizier des BGS mit einem Offizier der französischen Streitkräfte vor einem Opel Blitz Kastenwagen der Polizei, 1959

Das erste Bundesgrenzschutzgesetz wurde am 21. März 1951 verkündet und das erste Personal am 28. Mai 1951 der Öffentlichkeit vorgestellt. Am 19. September 1951 wurde der „Paßkontrolldienst in der Britischen Zone“ als eigene Organisation gegründet und am 3. Oktober 1952 in den BGS überführt. Der Seegrenzschutzverband wurde am 1. Juli 1951 aufgestellt.
Dem für den BGS zuständigen Bundesinnenministerium nachgeordnet waren die Passkontrolldirektion mit zehn Passkontrollämtern (ab dem 3. Oktober 1952) und die Grenzschutzkommandos (GSK) Süd, Mitte, Nord und Küste, das Kommando der GS-Schulen sowie die zentralen Dienststellen. Jedem GSK waren zwei Grenzschutzgruppen (GSG) nachgeordnet. Dem GSK Süd die GSG 1 und 2, dem GSK Mitte die GSG 3 und 4, dem GSK Nord die GSG 5 und 6 und dem GSK Küste die GSG 7 und See.
Jede GSG (bis auf die GSG See) bestand aus drei Abteilungen (GSA), jede Abteilung aus vier Hundertschaften. Die GSG See bestand aus den Seegrenzschutzverbänden (SGV) I und II. Außerdem war jedem GSK (außer GSK Küste) eine Fernmeldehundertschaft und eine GSA Bau (GSAB) nachgeordnet; der GSAB eine Bauhundertschaft. Dem GSK Küste war dagegen nur eine Fernmeldehundertschaft nachgeordnet.
1955 wurde die Hubschrauber-Flugbereitschaft in Bonn-Hangelar eingerichtet.
Am 1. Juli 1956 wurden wesentliche Teile des BGS in die Bundeswehr übernommen und der Seegrenzschutz komplett in die Bundesmarine überführt.

### 1960–1962

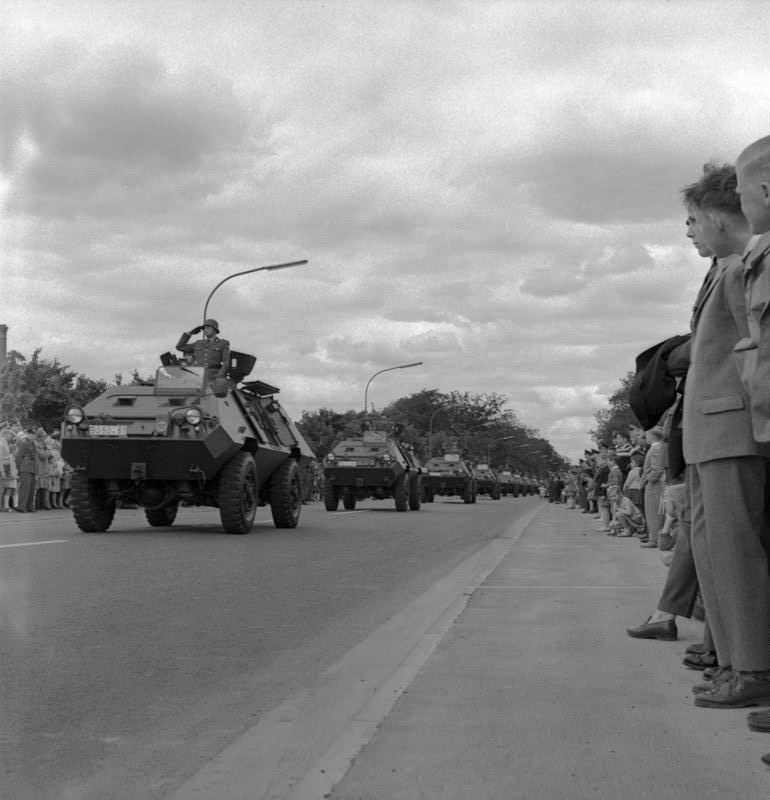
Parade in Lübeck zum zehnjährigen Bestehen des BGS. Vorbeimarsch einer motorisierten Einheit mit Mowag-Sonderwagen 1

An der Spitze des Bundesgrenzschutzes wurde die Behörde des Inspekteurs des Bundesgrenzschutzes als Mittelbehörde zwischen Ministerium und den Kommandos eingeführt. Dem GSK Süd waren nun die GSG 1 und 2, dem GSK Mitte die GSG 3 und 4, dem GSK Nord die GSG 5 und 6 und dem GSK Küste die GSG 7 nachgeordnet. Die GSG 1, 2, 3, 6 und 7 bestanden aus drei Abteilungen (GSA), die GSG 4 und 5 aus zwei Abteilungen mit jeweils vier Hundertschaften. Außerdem war jedem GSK (außer GSK Küste) eine Fernmeldehundertschaft (FMH), eine Fernmeldeausbildungshundertschaft (FMAH), Grenzschutzausbildungsabteilung (GSAA) und eine Technische Grenzschutzabteilung (GSAT) nachgeordnet; der GSAT eine Technische Hundertschaft und der GSAA eine Grenzschutzausbildungshundertschaft. Dem GSK Küste war FMH, eine FMAH und eine GSAA nachgeordnet.
1961 wurde die Passkontrolldirektion in Grenzschutzdirektion, die Passkontrollämter in Grenzschutzämter umbenannt.

### 1963–1967

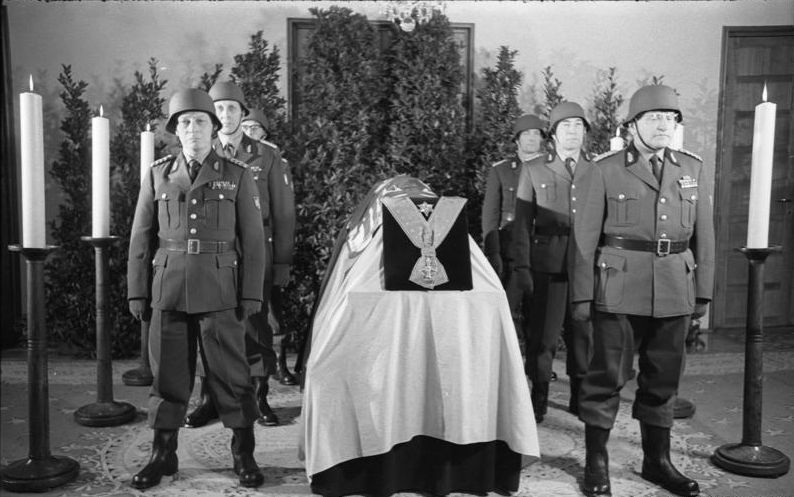
Ehrenwache des BGS am Sarg von Konrad Adenauer, 1967

Am 31. März 1963 wurde die Mittelbehörde „Inspekteur des Bundesgrenzschutzes“ in das Bundesinnenministerium überführt. Dem Bundesinnenministerium nachgeordnet waren die Grenzschutzdirektion mit zehn Grenzschutzämtern und die Grenzschutzkommandos (GSK) Süd, Mitte, Nord und Küste, das Kommando der GS-Schulen, die Grenzschutzfliegerstaffel und die GS-Fernmeldeabteilung nachgeordnet. Die Grenzschutzfernmeldeabteilung bestand aus drei Hundertschaften. Die Grenzschutzkommandos Süd, Mitte und Nord bestanden aus je zwei Grenzschutzgruppen mit je drei nachgeordneten Grenzschutzabteilungen (Ausnahme: GSG 2 mit 4 GSA). Jede Abteilung bestand aus vier Hundertschaften. Zusätzlich gehörten zu jedem GSK eine Fernmeldehundertschaft, eine Fernmeldeausbildungshundertschaft (ohne GSK Nord), eine Grenzschutzfliegerstaffel, eine Grenzschutzgruppe Ausbildung mit einer Ausbildungsabteilung und eine Technische Grenzschutzgruppe mit Technischer Abteilung. Das GSK Küste bestand abweichend davon aus einer Pionierhundertschaft, drei unmittelbar dem GSK nachgeordneten GS-Abteilungen (also keine Grenzschutzgruppen), einer Grenzschutzfliegerstaffel, einer Grenzschutzfernmeldehundertschaft und eine Fernmeldeausbildungshundertschaft.

### 1968–1975

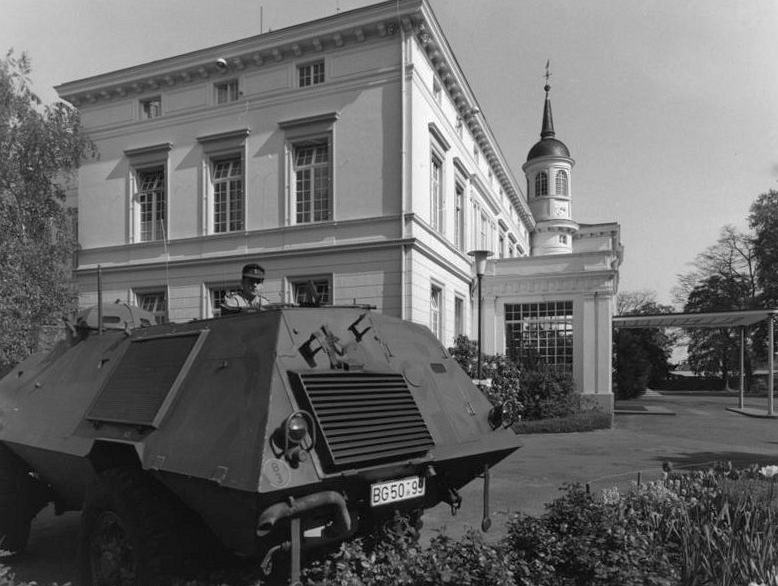
1975: Sonderwagen des BGS im Vorgarten des Palais Schaumburg (Kanzleramt in Bonn)

An der Gliederung gegenüber den Vorjahren änderte sich kaum etwas. Jedoch bestanden nun wieder alle GSG aus drei GSA. Die Grenzschutzfliegerstaffeln der Grenzschutzkommandos unterstanden nun alle der Grenzschutzfliegergruppe, welche dem BMI unterstand. Beim GSK Küste wurden die GS-Abteilungen wieder in der Grenzschutzgruppe 7 zusammengefasst und zusätzlich das BGS-Amt See eingerichtet. Dieses gliederte sich in zwei Flottillen, eine Stabs- und Ausbildungsflottille und die Küstenjägerhundertschaft.

### 1976–1980

Soldaten der US Army und Angehörige des BGS beim Dienst an der Zonengrenze im Jahr 1979

Der einfache Polizeidienst in der Grenzjägerlaufbahn wurde abgeschafft.
1976 wurde das GSK West gegründet und die Zahl der Grenzschutzämter auf acht verringert. Den Grenzschutzkommandos Süd, Mitte und Nord waren jetzt nur noch je eine GSG nachgeordnet, die als GSG S, GSG M und GSG N bezeichnet wurden. Den drei GSKs waren GS-Fliegerstaffeln, FMH, FMAH (ohne GSK Nord), Technische Abteilungen und Ausbildungsabteilungen direkt unterstellt. Den GSG jeweils sechs Abteilungen mit je vier Hundertschaften. Das GSK Küste änderte seine Gliederung kaum: Die Pionierhundertschaft wurde in Technische Hundertschaft und die GSG 7 in GSG K umbenannt. Ansonsten blieb alles bei der Gliederung von 1968. Das GSK West bestand aus den Grenzschutzdiensten Bonn, der Grenzschutzfernmeldeabteilung, der Grenzschutzfliegergruppe, einer Technischen Grenzschutzabteilung, der Grenzschutzgruppe 9 und der Grenzschutzabteilung Bonn.
Dem BMI nachgeordnet waren jetzt nur noch die Grenzschutzdirektion, die fünf Grenzschutzkommandos und die Grenzschutzschule. Alle anderen Gliederungen die bis 1976 auf dieser Ebene bestanden wurden in die GSKs integriert.

### 1981–1987
Die gravierendste Änderung dieser Zeit ist die Auflösung der Grenzschutzgruppen Süd, Mitte, Nord und Küste. Lediglich die Grenzschutzgruppe 9 und die Grenzschutzfliegergruppe blieben bestehen.
Ferner kam es zur Umbenennung der Grenzschutzabteilungen. Diese wurden jetzt fortlaufend nummeriert und zwar in jedem Kommando wieder von eins an beginnend. Den Grenzschutzkommandos Süd und Nord unterstanden sechs Abteilungen, dem GSK Mitte vier und dem GSK Küste drei Abteilungen mit jeweils vier Hundertschaften.
Die Gliederung des GSK West blieb unverändert, dem GSK Süd wurden die BGS-Sportschule und die Bergausbildungsstätte unterstellt. Die Technische Grenzschutzabteilung beim GSK Mitte wurde aufgelöst und dem GSK West wurde eine Grenzschutzabteilung Ausbildung/Einsatz unterstellt.

### 1987–1991
Es wurde ein neuntes GS-Amt errichtet, das der Grenzschutzdirektion unterstellt wurde und für Ostdeutschland zuständig war.

#### Dienststellen der Verbände in Ostdeutschland
Am 1. Juli 1990 kam es zur Auflösung der Grenztruppen der DDR. Von den zu diesem Zeitpunkt noch verbliebenen 15.000 Grenztruppenangehörigen wurden Teile in den Grenzschutz der DDR (Personalstärke 3.000 Mann) übernommen. In den Standorten Eisenach, Blumberg und Perleberg erfolgte eine Aufstellung von Einsatzhundertschaften angelehnt an die Struktur der Verbände des Bundesgrenzschutzes. Man begann mit der Vorbereitung von Grenzschutzpersonal, das die Grenzschutzstellen an der Grenze zu Polen und der Tschechoslowakei verstärken sowie den Grundstock der neuen Grenzschutzabteilungen Ost 1-3 bilden sollte. Schon in Vorbereitung des Beitritts der DDR zur Bundesrepublik Deutschland wurde beratendes Führungspersonal des BGS zu den Standorten des DDR-Grenzschutzes abgeordnet. Es nahm keine hoheitlichen Aufgaben wahr. Durch diese BGS-Beamten wurde das neue Grenzschutzpersonal für die neue Aufgaben geschult. Die Schulungen wurden im August 1990 auf Beschluss der Volkskammer der DDR begonnen.
Die Grenzschutzdienststellen der DDR an der Grenze zu Polen und der Tschechoslowakei wurden bis einschließlich 2. Oktober 1990 durch den Grenzschutz der DDR geführt. Der Einsatz von Personal in Führungsfunktionen des Bundesgrenzschutzes erfolgte erst nach dem Beitritt der DDR.
Zum 3. Oktober 1990 wurden alle Dienststellen des Grenzschutzes der DDR durch den Bundesgrenzschutz übernommen.
Im Zuge der Entwicklung/Ausbildung in den neuen Bundesländern wurde im März 1992 das Grenzschutzpräsidium Ost in Pätz gegründet.
Sein Zuständigkeitsbereich war das Gebiet der fünf neuen Länder.
Eine Besonderheit stellten die drei neuen Einsatzabteilungen in den neuen Ländern dar.
Diese unterstanden aber nicht dem Grenzschutzkommando Ost.
- Grenzschutzabteilung Ost 1 Perleberg, Neustrelitz (Grenzschutzpräsidium Nord)
- Grenzschutzabteilung Ost 2 Blumberg (Grenzschutzpräsidium Mitte)
- Grenzschutzabteilung Ost 3 Eisenach, Suhl, Bad Düben (Grenzschutzpräsidium Süd)

Die drei Grenzschutzabteilungen Ost nutzte man, um schnell Personal auszubilden, das nach drei bis sechs Monaten Ausbildung für einzeldienstliche Aufgaben herangezogen wurde. Alle Einsatzhundertschaften Ost waren Ausbildungshundertschaften.
Durch die 1. Hundertschaft der Grenzschutzabteilung Ost 2 wurden die Sicherungsaufgaben des Berliner Dienstsitzes des Bundeskanzleramtes ab 1991 übernommen.
Die 1. Hundertschaft der Grenzschutzabteilung Ost 1 war zum 1. Mai 1991 die erste einsatzbereite Ausbildungs-/Einsatzhundertschaft in den neuen Bundesländern.
Die Ausstattung der neuen Einsatzhundertschaft unterschied sich gravierend von den Normen des Bundesgrenzschutzes. Das Material an Fahrzeugen (Barkas B 1000, Robur LO, Robur-Busse, Ikarus-Busse, L60, UAZ, Lada 1500, Lada 1600) und Bewaffnung (Pistole Makarow, Mpi Kalaschnikow) stammte aus dem Bestand des DDR-Grenzschutzes. Erst 1992 wurde das DDR-Gerät nach und nach ausgetauscht.

#### Dienststellen des Grenzschutzeinzeldienstes in Mecklenburg-Vorpommern
Die Dienststellen unterstanden dem Grenzschutzpräsidium Nord.
- Dienststelle Bahn Schwerin
- Dienststelle Grenze Wismar
- Dienststelle Bahn Rostock
- Dienststelle GÜG Rostock/Überseehafen
- Dienststelle Stralsund/Dänholm
- Dienststelle GÜG Sassnitz/Stadthafen und Fährhafen
- Dienststelle GÜG Ahlbeck
- Dienststelle Löcknitz
- Dienststelle GÜG Linken
- Dienststelle GÜG Pomellen und Tantow

Die vier letzteren waren Dienststellen an der deutsch-polnischen Grenze.

#### Dienststellen des Grenzschutzeinzeldienstes in Berlin und Brandenburg
Die Dienststellen unterstanden dem Grenzschutzpräsidium Ost.
- Bahnpolizeiamt Berlin
- Dienststelle Bahn Berlin Zoologischer Garten
- Dienststelle Bahn Hauptbahnhof Ost
- Dienststelle Bahn Berlin Lichtenberg
- Dienststelle Bahn Potsdam
- Dienststelle Bahn Wittenberge
- Dienststelle Bahn Oranienburg
- Dienststelle Bahn Brandenburg/Havel
- Dienststelle Bahn Cottbus
- Dienststelle Bahn Senftenberg
- GS-Amt Berlin
- Dienststelle Flughafen Schönefeld
- Dienststelle Flughafen Tegel
- Dienststelle Tempelhof (Standort Grenzschutzfliegerstaffel Ost)
- GS-Amt Frankfurt/Oder
- Dienststelle GÜG Gartz
- Dienststelle GÜG/Grenze Schwedt
- Dienststelle Grenze Oderberg
- Dienststelle Grenze Frankfurt/Oder
- Dienststelle Frankfurt/Oder Stadtbrücke
- Dienststelle Frankfurt/Oder Bundesautobahn
- Dienststelle Grenze Jänschwalde
- Dienststelle GÜG/Grenze Görlitz
- Dienststelle Berlin-Pätz bei Potsdam (Aufstellungsort des Bundesgrenzschutzes für das Beitrittsgebiet)
- Dienststelle Bahn Halle unterstand dem Grenzschutzpräsidium Mitte

#### Dienststellen des Grenzschutzeinzeldienstes in Sachsen und Thüringen
Die Dienststellen unterstanden dem Grenzschutzpräsidium Süd.
- GS-Amt Pirna
- Dienststelle GÜG Hartau/Zittau
- Dienststelle GÜG Oybin
- Dienststelle GÜG Schmilka
- Dienststelle Grenze Löbau
- Dienststelle Bahn/Grenze/GÜG Zittau
- Dienststelle GÜG/Grenze Seifhennersdorf
- Dienststelle Grenze Ebersbach
- GS-Amt Chemnitz
- Dienststelle GÜG Schmika (Schiffsabfertigung auf der Elbe)
- Dienststelle Kämmerswalde
- Dienststelle Bahratal
- Dienststelle GÜG/Grenze Adorf
- Dienststelle Grenze Chemnitz
- Dienststelle Bahn Zwickau
- Dienststelle Bahn/Grenze Plauen
- Dienststelle Dresden Flughafen
- Dienststelle Erfurt

Alle Standorte wurden aus den Dienststellen des Grenzschutzes der DDR durch den Bundesgrenzschutz übernommen. Bahnpolizeiliche Dienststellen wurden dagegen aus der Transportpolizei gebildet. Der Personalbestand wurde am 3. Oktober 1990 aus dem Grenzschutz der DDR übernommen. Insgesamt wurden 3000 Angestellte in den Bundesgrenzschutz übernommen. In den drei neu gebildeten Grenzschutzabteilungen wurde das Personal im Angestelltenverhältnis eingestellt. Man begann mit der Anpassungsausbildung für drei bis sechs Monate. In den Dienststellen des Einzeldienstes erfolgte ebenfalls die Einstellung im Angestelltenverhältnis. Das dort eingesetzte Personal erfüllte mit Unterstützung von BGS-Beamten aus Westdeutschland („Aufbauhelfer“) die einzeldienstlichen Aufgaben. Die Ausbildung erfolgte in Einzeldienstlehrgängen ab 1991 in Westdeutschland.
Das übernommene Ost-Personal wurde am 3. Oktober 1990 im Angestelltenverhältnis mit befristeten Arbeitsverträgen eingestellt. Vor der Übernahme in das Beamtenverhältnis wurde das Ost-Personal gesondert überprüft durch die Behörde des Bundesbeauftragten für die Unterlagen des Staatssicherheitsdienstes der ehemaligen Deutschen Demokratischen Republik auf ihr Verhalten in der Vergangenheit.
Ab dem 3. Oktober wurde Personal von den aufzulösenden Dienststellen an der ehemaligen innerdeutschen Grenze für einzeldienstliche Aufgaben an die deutsche Ostgrenze abgeordnet.
Als Dienstkleidung im Osten wurde die Volkspolizeiuniform (schwarze Halbschuhe, lange Hose, Jacke, Hemd, Binder, Mütze mit BGS-Kordel und Kokarde in den Bundesfarben) getragen. Alle Effekten der ehemaligen DDR wurden abgetrennt. Am linken Arm wurde das Abzeichen des Bundesgrenzschutzes getragen. Einzige Amtsbezeichnung war Polizeiwachtmeisteranwärter.
Die Einsatzbekleidung bestand aus Stiefel, Einstrich-Keinstrich-Anzug, Volkspolizeimütze mit BGS-Kordel und Kokarde in den Bundesfarben und einem braunen Gürtel. Die Einsatzbekleidung des Bundesgrenzschutzes (Dienstanzug grün) wurde später eingeführt.
Zur Bewaffnung gehörte die Pistole Makarow ebenso wie Kalaschnikow-Sturmgewehre.
Die Dienstfahrzeuge waren (Funkausrüstung: UFT 701 und R-109):
- Lada 1600,
- Barkas B 1000,
- UAZ,
- LKW W50,
- LKW Robur LO,
- LKW Tatra,
- LKW L60 und
- Wartburg 353.

Sie stammten aus dem Fuhrpark der Grenztruppen. Die Fahrzeuge wurden mit Kennzeichen des Bundesgrenzschutzes ausgestattet und mit einer Sondersignalanlage versehen. Die Ausstattung mit neuen Fahrzeugen erfolgte ab 1991. Die vorhandenen DDR-typischen Suchscheinwerfer wurden an den Fahrzeugen aus verkehrsrechtlichen Gründen entfernt.

### 1992–2005
1992 wurden die Grenzschutzverwaltungen und die Grenzschutzkommandos als Grenzschutzpräsidium zusammengelegt.
Am 1. Juli 2005 wurde der Bundesgrenzschutz in Bundespolizei umbenannt.

## Inspekteure des BGS
| Nr. | Name                         | Lebensdaten                                | Inspekteur                         | Bemerkung |
| 1   | Anton Grasser                | * 3. November 1891 bis † 3. November 1976. | 18. Mai 1951 bis 30. Juni 1953     | Als Major der Polizei 1936 zur Wehrmacht, als General der Infanterie Kommandierender General und Oberbefehlshaber der Armeeabteilung Narwa, ab 1950 Generalinspekteur der Bereitschaftspolizei, Brigadegeneral im BGS, Inspekteur des BGS und Kommandeur des Bundesgrenzschutz-Kommandos Süd; Eisernes Kreuz (1914), Ritterkreuz des Eisernen Kreuzes mit Eichenlaub, Deutsches Kreuz in Gold                                                                                            |
| 2   | Kurt Georg Heinrich Andersen | * 2. Oktober 1898 bis † 9. Januar 2003.    | 10. Juli 1956 bis 31. März 1961    | Als Hauptmann der Landespolizei 1935 zur Luftwaffe (Flakartillerie), Kommandeur der Luftkriegsschule 6, Inspekteur der Flakartillerie Ost, Generalmajor im BGS, Inspekteur des BGS; Eisernes Kreuz (1914), Eisernes Kreuz (1939), Ritterkreuz des Eisernen Kreuzes, Großes Verdienstkreuz des Verdienstordens der Bundesrepublik Deutschland |
| 3   | Alfred Samlowski             |                                            | 1. April 1961 bis 1963             | Ab Anfang 1958 als Oberst im BGS verantwortlich für die neu geschaffene Zentralstelle für das Chiffrierwesen (ZfCh). Brigadegeneral im BGS, Inspekteur des BGS. Zusammen mit Rudolf Hell ist Samlowski Erfinder des Deutschen Bundespatentes Nr. 949486 (1956, Verfahren zum Abtasten von Morselochstreifen) sowie des US-Patentes 2857460 (1958, Telegraph code practice keyer), Autor bzw. Co-Autor von Büchern zur Fernmeldetechnik für Sicherheitsbehörden und zu dessen Geschichte. |
| 4   | Heinrich Müller              |                                            | 1963 bis 1968                      | Brigadegeneral im BGS, Inspekteur des BGS |
| 5   | Detlev von Platen            |                                            | 1. Juni 1968 bis 30. November 1971 | Als Brigadegeneral Kommandeur des BGS-Grenzschutzkommandos Nord, dann Inspekteur des BGS, dies seit Juli 1969 als Generalmajor im BGS |
| 6   | Rudolf Grüner                |                                            | 1. Dezember 1971 bis 30. Juni 1973 | Als Brigadegeneral Kommandeur des BGS-Grenzschutzkommandos Süd, Generalmajor im BGS, Inspekteur des BGS |
| 7   | Kurt Schneider               |                                            | 1. Juli 1973 bis 31. Januar 1980   | Generalmajor im BGS (bis zur Personalrechtsreform 1976), Inspekteur des BGS |
| 8   | Karl-Heinz Amft              |                                            | 1. Februar 1980 bis 31. Mai 1985   | Inspekteur des BGS, Autor von polizeilicher Fachliteratur, später beim Richard Boorberg Verlag verantwortlicher Schriftleiter bei einigen Sonderausgaben des Deutschen Polizeiblatts (DPolBl) |
| 9   | Egon Schug                   |                                            | 1. Juni 1985 bis 31. Mai 1992      | Inspekteur des BGS |
| 10  | Fredi Hitz                   |                                            | 1. Juni 1992 bis ---               | Kommandeur Grenzschutzkommando West, Inspekteur des BGS, Verfasser und Co-Autor von Büchern und Artikeln unter anderem zum Strafprozessrecht sowie rund um das BGS-Recht |
| 11  | Walter Sperner               |                                            | --- bis März 2001                  | Inspekteur des BGS, nach 2001 im Auftrag des Bundesministerium des Innern Berater der rumänischen Regierung in Polizei- und Sicherheitsfragen. Sperner ist zudem Mitherausgeber der Fachzeitschrift CD Sicherheits-Management |
| 12  | Udo Burkholder               |                                            | 21. März 2001 bis 30. Juni 2005    | Zunächst beim Grenzschutzkommando West und Ost sowie bei der Grenzschutzdirektion Koblenz, ab 1981 Polizeiabteilung des Bundesministerium des Innern (BMI), Leiter des Bundesgrenzschutzamtes Flughafen Frankfurt/Main, ab 2000 Präsident des Grenzschutzpräsidiums Mitte. |

Das Amt des Inspekteurs war bis zur Personalrechtsreform eine Dienststellung. Der Inhaber der Dienststellung war Brigadegeneral im BGS oder Generalmajor im BGS. Erst mit der Dienstrechtsreform wurde daraus die Amtsbezeichnung.
Burkholder war nach dem 30. Juni 2005 noch bis 31. Dezember 2007 erster und letzter Inspekteur der Bundespolizei. Die Amtsbezeichnung Inspekteur der Bundespolizei wurde im März 2008 in Präsident des Bundespolizeipräsidiums, bei verändertem Aufgabenbereich, geändert.

## Dienstgrade und Amtsbezeichnungen
Ab Mai 1957 wurden die aus der preußischen Armeetradition stammenden Kragenspiegel und Schulterstücke mit den klassischen Dienstgradabzeichen (Grenzjäger bis Obermeister, Leutnant bis Oberst, Kommandeure im BGS) sowie die Schützenschnur eingeführt. 1959 kam als neuer Dienstgrad „Fähnrich im BGS“ dazu.
Den Beamten wurden im Rahmen der Personalrechtsreform zum 1. Juli 1976 Amtsbezeichnungen, wie sie bereits bei den Polizeien der Länder verwendet wurden, zugewiesen. Sie führten ihre Dienstgrade bzw. Amtsbezeichnungen mit dem Zusatz „im Bundesgrenzschutz“ („im BGS“ oder „i. BGS“, zum Beispiel „Leutnant i. BGS“ oder „Polizeikommissar im BGS“).

## Dienstkleidung

### Dienstanzug 1951 der Grenzschutztruppe-Verbände
Im April 1951 wurde hastig eine erste provisorische Uniform eingeführt.
- Rundbundbluse („Eisenhowerjacke“)
- Keilhose aus leichtelastischem Stretchmaterial und Bergmütze; beides aus Beständen der deutschen Gebirgsjäger, Farbe: Schwarzgrün
- Kunststoffmantel mit ausknöpfbarem Futter („Blechmantel“)
- Hemd („Gummihemd“), Schwarzgrün
- Brauner Leibriemen und braune Schnürschuhe für Offiziere und Meister
- Schwarzer Leibriemen und schwarze Schuhe für alle Polizeivollzugsbeamte
- Stahlhelm: umgespritzter Stahlhelm der Wehrmacht (RAL 6012 Schwarzgrün)
- Ausrüstung und Bewaffnung: aus Beständen der Wehrmacht, Karabiner 98

#### Splittertarn- und Sumpftarnfelduniform

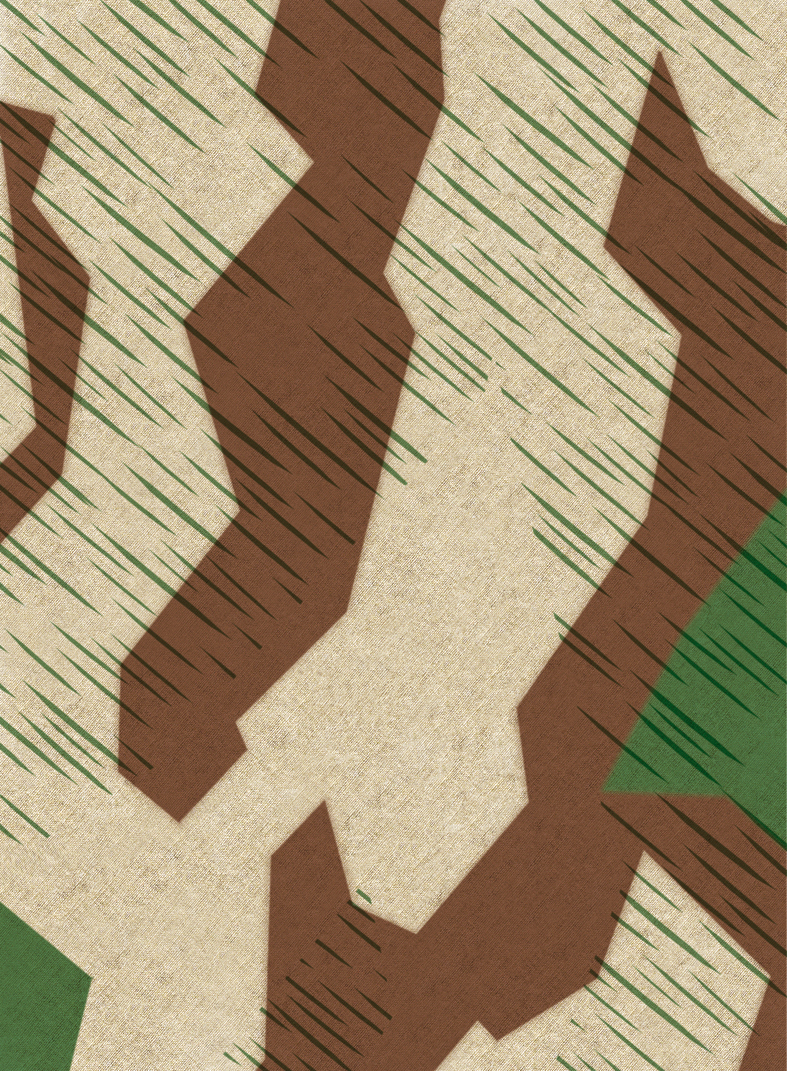
Das 1931 in der Reichswehr eingeführte Splittertarnmuster wurde 1951 beim BGS wieder eingeführt

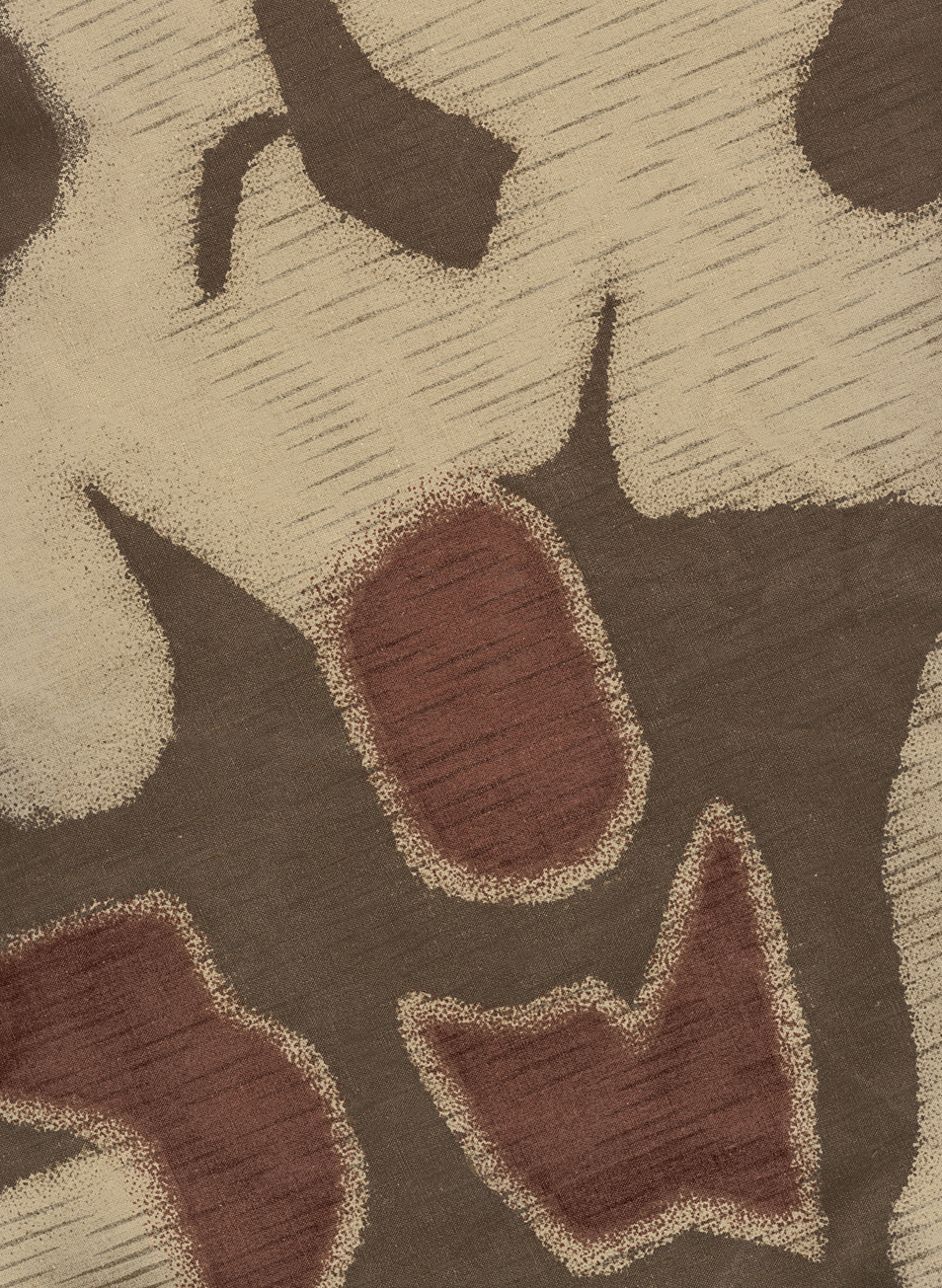
BGS-Sumpftarnmuster I

Nach Gründung des Bundesgrenzschutzes am 16. März 1951 wurde zunächst das noch aus Reichswehrzeiten stammende Tarnschema „Splittertarn“ für Ausrüstungsgegenstände und Tarnuniformen im BGS verwendet, jedoch nach Einführung des Sumpftarnmusters 1952 langsam ersetzt. Das Splittertarnmuster war bis 1962 zumindest auf Zeltbahnen noch zu sehen. Beide Muster wurden also zumindest teilweise eine Zeitlang parallel getragen. Angehörige des Bundesgrenzschutzes haben das Sumpftarnmuster bei Aufträgen zu Aufklärungszwecken an der Grenze zur DDR und bei Übungen im Gelände verwendet. Vom Tarnschema Sumpftarn gab es beim BGS drei Varianten.
1952 bis 1959
In der ersten Variante wurden die beigegrauen Flecken in unregelmäßigen Formen auf dem graubeigen Grund angeordnet. Die rotbraunen Flecken darüber eingestreut, wobei sich die beiden Flecken nicht überschnitten. Die unregelmäßig den gesamten Stoff überziehenden Linien, welche zuletzt aufgedruckt wurden, lösten die Formen zusätzlich auf.
Beim ersten BGS-Sumpftarn I lassen sich die eingesetzten Farben folgendermaßen definieren.
- Grundton: RAL 1019 Graubeige
- rötliche Flecken: RAL 8012 Rotbraun
- Dunkelgraue Flecken: RAL 7006 Beigegrau
- Linien: RAL 7003 Moosgrau

Die RAL-Farben sind in diesem Fall nur als Näherungswerte gedacht, da es sich bei der RAL-Farbtafel um Lackfarben handelt.
1960 bis 1962
In der zweiten Variante blieben Grundton und Rotbraun dieselben, die bisher beigebraunen Flecken gingen jedoch einen Stich ins Grüne.
1963 bis 1976
In ihrer letzten Version bleibt nur Rotbraun erhalten, der Grundton wird heller und die Flecken sind nun deutlich Grün.
Feldtarnjacke drittes Modell:
An den Taschenklappen des Ärmelbüros befand sich der BGS-Bundesadler. Die Knöpfe der Jacke wurden von einer Deckleiste überlappt. Ebenso die Knöpfe der vier Außentaschen, wobei die unteren Taschen innenliegende Magazinfächer besaßen. Vorne befand sich eine kleine Verbandspäckchentasche, wie dies schon bei der Wehrmacht zu finden war. Insgesamt hatte die Jacke sieben Taschen. Hinten waren zwei D-Ringe zum Einhängen der Wasserflasche oder sonstiger Ausrüstung.
Folgende Ausrüstungsteile wurden beim BGS im Sumpftarnmuster bedruckt:
- Dreieckszeltbahn
- Zeltstangentasche
- Helmtarnüberzug
- Feldmütze
- Tarnjacke (drei Modelle)
- Tarnhose
- Poncho
- Anorak

Alle Ausrüstungsgegenstände im Sumpftarnmuster hat der BGS ab 1976 nach politischen Entscheidungen langsam ausgemustert. Noch in der 2. Hälfte der 1980er Jahre wurden Sumpftarnanzüge bei der Ausbildung verwendet.
Nur bei der BGS-Antiterroreinheit Grenzschutzgruppe 9 (GSG 9), die im September 1972 nach den palästinensischen Mordanschlägen während der Olympischen Spiele in München gegründet worden war, blieben Ausrüstungsgegenstände und zuletzt noch der Sumpftarn-Helmüberzug, im Einsatz.

Ausrüstungsgegenstände 1951–1976
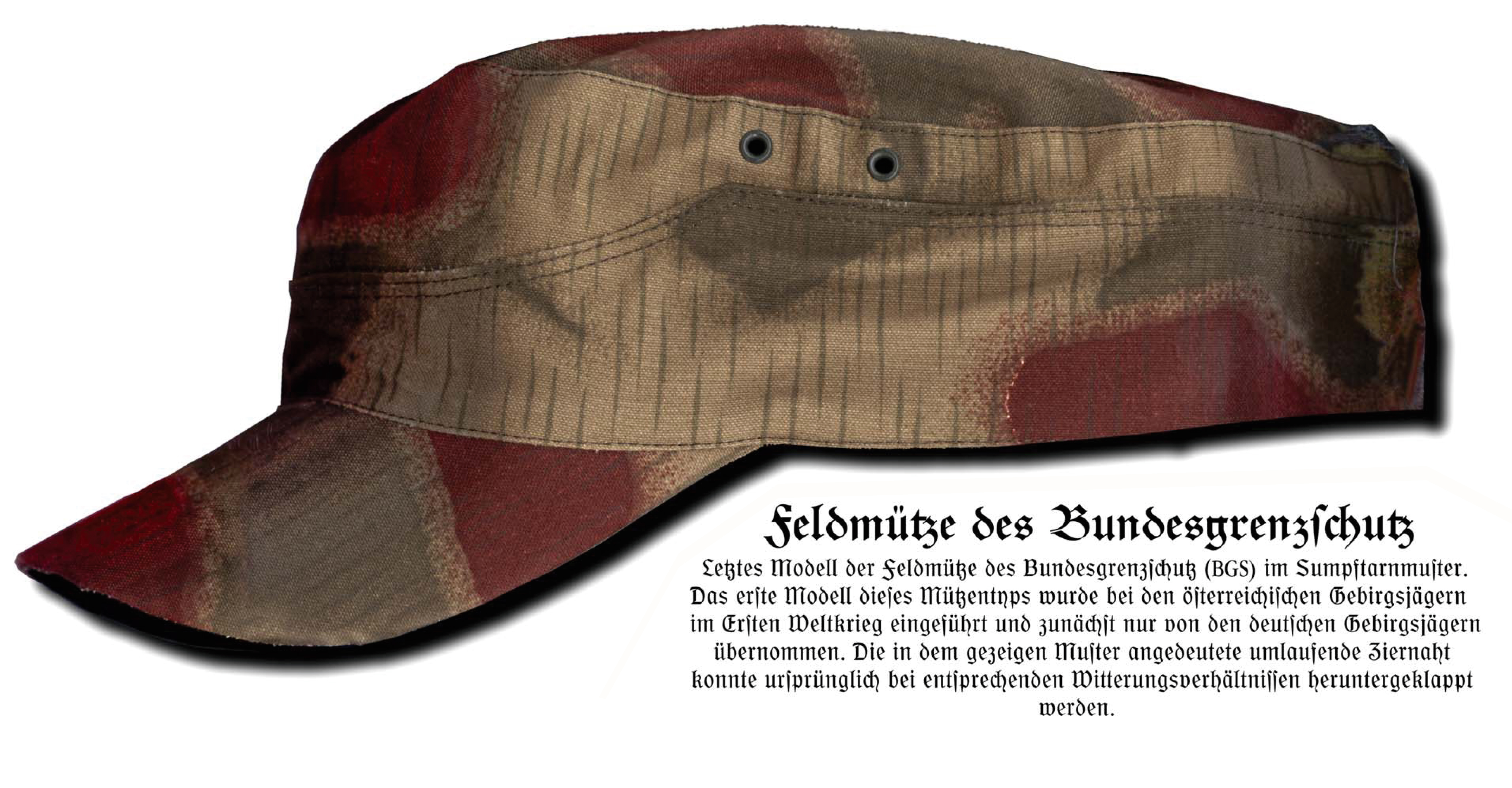
Feldmütze des Bundesgrenzschutzes (BGS) mit Sumpftarnmuster
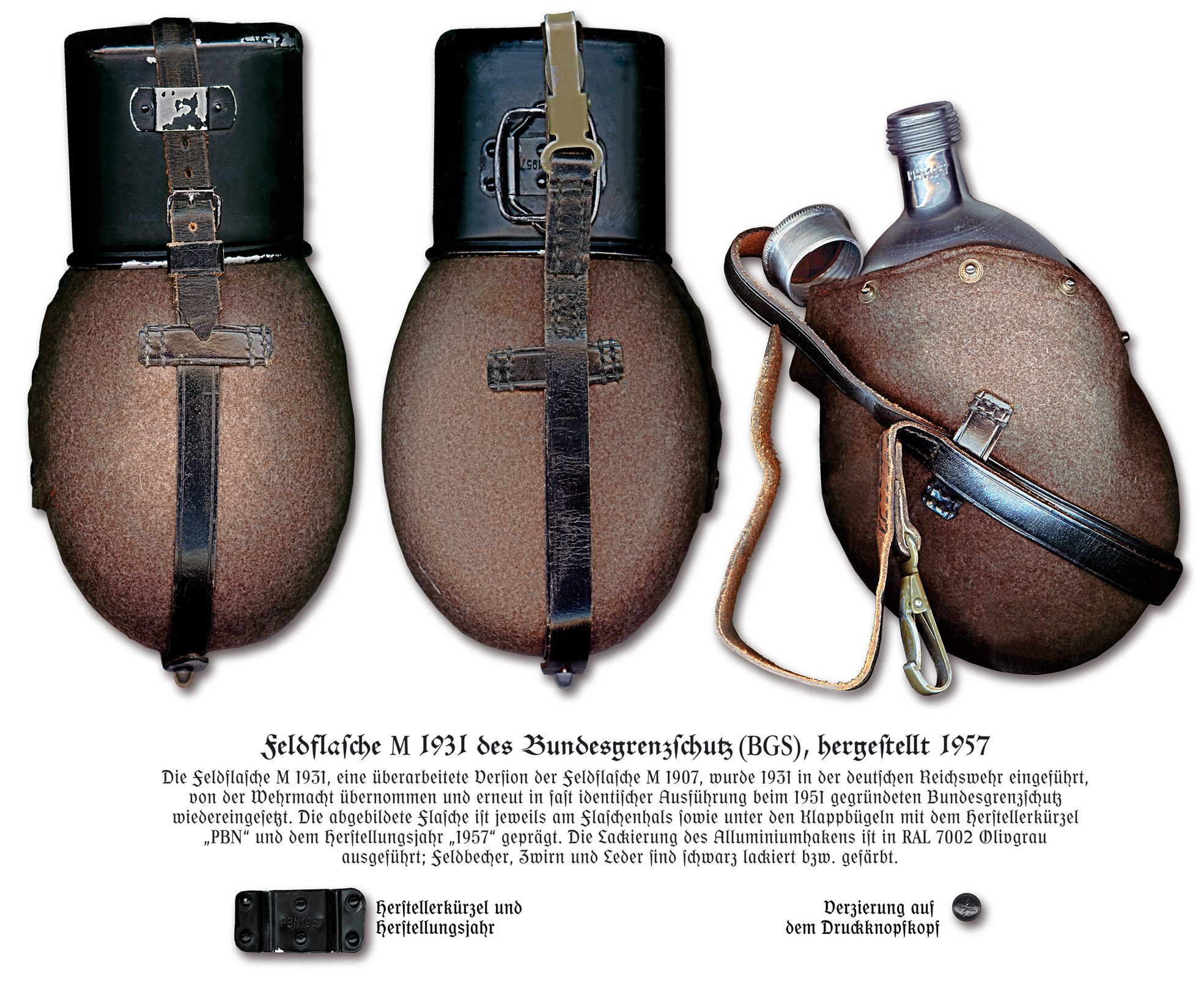
Die 1931 in der Reichswehr eingeführte Feldflasche M 31 wurde beim BGS wieder eingeführt
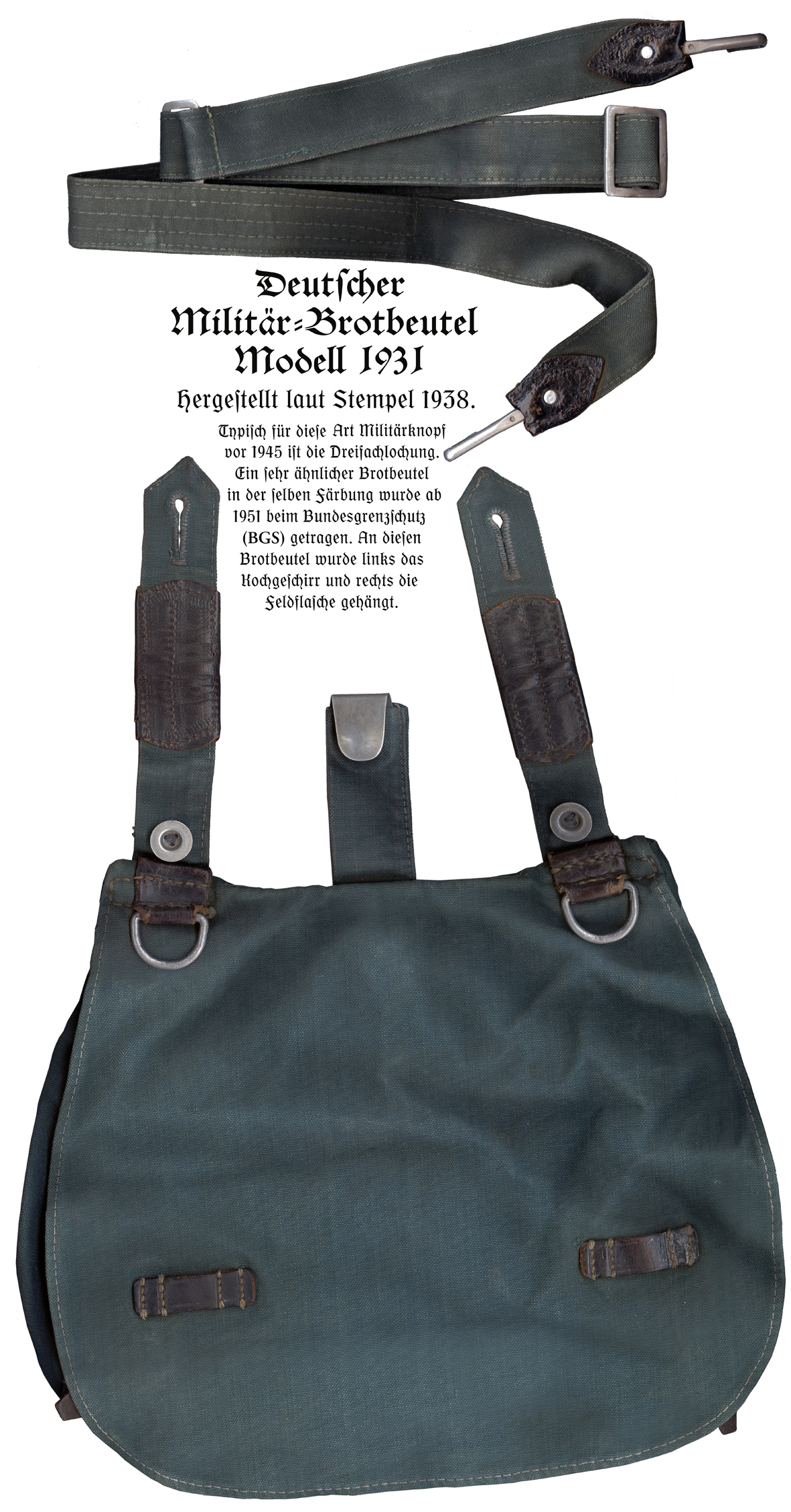
Der 1931 in der Reichswehr eingeführte Brotbeutel wurde 1951 beim BGS wieder eingeführt
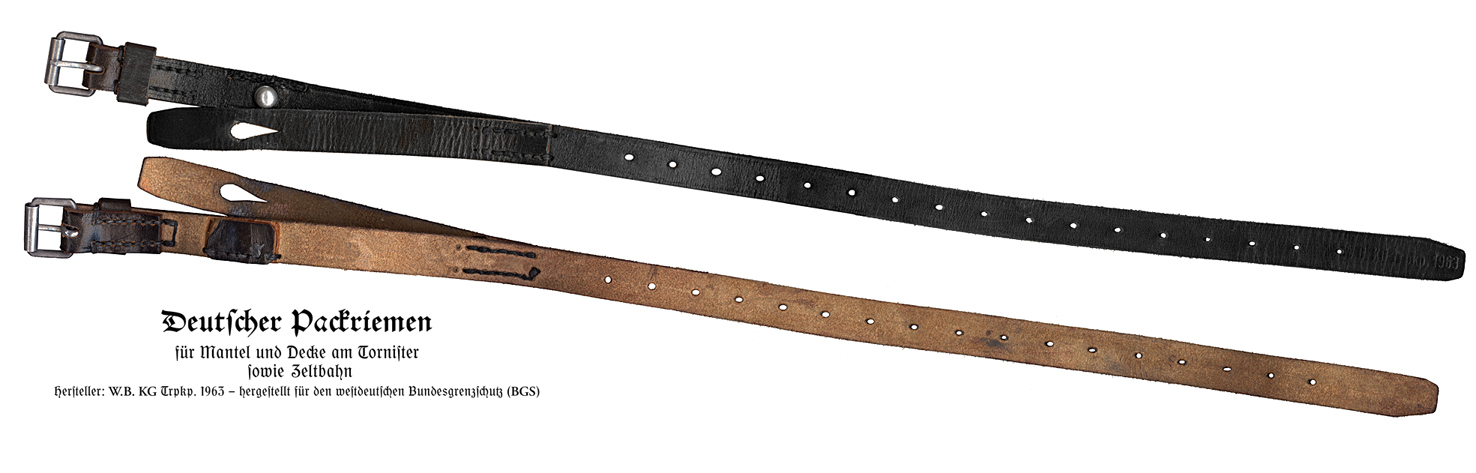
Dieser lederne Packriementyp gehörte zur Ausrüstung des Bundesgrenzschutzes (BGS)

### Grenzschutzeinzeldienst
Der seit 3. Oktober 1952 zum BGS gehörende Bundespaßkontrolldienst (seit 1. April 1961: Grenzschutzeinzeldienst, GSE) unterstand der Grenzschutzdirektion Koblenz. Ein direkter Eintritt war nicht möglich, die Bewerber hatten sich zuerst in der Grenzschutztruppe zu bewähren. Die Beamten wurden zunächst mit einer anzugsartigen dunkelblauen Uniform ohne Rangabzeichen ausgerüstet. Dabei handelte es sich um eine fast zivil anmutende Kombination aus Umschlaghose und schlichtem Zweireiher (mit dunklen Knöpfen), ab etwa 1970 am linken Oberärmel ein Schild mit goldfarbenem Bundesadler. Am linken Brustrevers eine goldfarbene Plakette mit schwarzem, rot befangtem Bundesadler und dem Schriftzug „Deutsche Paßkontrolle“. Außerdem eine dunkelblaue Schirmmütze, zwischen Mützenband und Mützendeckel ein goldener Schild mit schwarzem, rot befangtem Bundesadler, umkränzt von goldenem Eichenlaub; zuletzt darüber eine schwarz-rot-goldene Kokarde. Am 2. Mai 1970 erhielt der Einzeldienst die schwarzgrüne Uniform der Grenzschutztruppe. Im Oktober 1970 kamen ein auf dem linken Unterärmel der Dienstjacke getragenes Ärmelband „Grenzschutzeinzeldienst“ hinzu sowie eine Schirmmütze mit weißem Deckel, während die BGS-Verbände der Grenzschutztruppe schwarzgrüne Schirmmützen trugen.

### Schulterstücke, Kragenspiegel, Ärmelabzeichen
Fünf Jahrzehnte führte der Bundesgrenzschutz Schulterstücke nach dem Muster der preußisch-deutschen Polizeitradition der späten Weimarer Republik, aber auch der Ordnungspolizei der NS-Zeit. Bis in die 1960er Jahre waren ähnliche bis identische Schulterstücke auch bei den Polizeiorganen der deutschen Bundesländer in Gebrauch. Die 1957/58 eingeführten dunkelgrünen Kragenspiegel mit Kapellenlitzen ähnelten jenen der Bundeswehr. Sie waren laufbahnübergreifend silberfarben, für den 1976 eingeführten Direktor der Grenzschutzdirektion jedoch goldfarben. Kommandeure (bis 1976 Brigadegenerale) und der Inspekteur (bis 1976 Generalmajor) führten statt der Litzen eine stilisierte goldene Akanthus-Ranke (Larisch-Stickerei) auf der dunkelgrünen Kragenpatte. Kragenspiegel, Akanthus-Ranken und Schulterstücke entfielen 2001, stattdessen wurden dunkelgrüne Schulterklappen nach dem Muster der Landespolizeien Vorschrift, mit den dort üblichen sechsspitzigen Rangsternen von grüner, silberner oder goldener Farbe (je nach Laufbahn). Der Schnitt der Uniformjacke änderte sich geringfügig, wegen der nunmehr fehlenden Kragenspiegel.
Seit Oktober 1952 wurde ein Ärmelschild mit dem Bundesadler auf dem linken Oberärmel von Waffenrock und Mantel getragen. Seit 1972 war über dem Ärmelschild der Schriftzug Bundesgrenzschutz bogenförmig angebracht (sog. Genscherbogen, nach dem damaligen Bundesinnenminister Hans-Dietrich Genscher). Die Farbe von Bundesadler und Schriftzügen folgte jener der Kapellenlitzen bzw. der Akanthus-Ranke (Silber für mittleren, gehobenen Dienst und höheren Dienst, ab einschließlich Direktor der Grenzschutzdirektion jedoch Gold). Seit 2001 befand sich innerhalb des Ärmelschilds ein Schriftzug „Polizei“ oberhalb des Bundesadlers; gleichzeitig waren jetzt der Bundesadler sowie die Schriftzüge „Polizei“ und „Bundesgrenzschutz“, aber auch die Randeinfassungen von Ärmelschild und „Genscherbogen“ laufbahnübergreifend einheitlich gelb (wie traditionell bereits beim BGS See). Der Schriftzug „Bundesgrenzschutz“ entfiel 2005 mit Umbenennung des BGS in Bundespolizei, der Bundesadler blieb in stark abgewandelter Form erhalten.

### „Oestergaard-Uniform“, 1976/1981-2007/2008
Am 18. Mai 1976 wurde in Angleichung an die Polizeien der Länder eine neue Uniform vorgestellt, welche ebenfalls der Modeschöpfer Heinz Oestergaard entworfen hatte. Der BGS legte seine bisherige minzgrüne Bekleidung um 1981 ab. Der Einzeldienst übernahm die neue moosgrüne Uniformjacke und Mütze zusammen mit der beigefarbenen Hose der Polizeien der Länder, während die Verbände mit einer moosgrünen Hose ausgestattet wurden. Erst 2001 erhielten auch die Verbände des BGS in einer weiteren Angleichung die beigefarbene Hose der Länderpolizeien. Im gleichen Jahr entfielen die bisherigen Kragenspiegel und Schulterstücke. Nachdem, mit der Dienstrechtsreform vom 1. Juli 1976, bereits die alten BGS-Dienstgrade den jetzt „Amtsbezeichnungen“ genannten Rängen der Länderpolizeien gewichen waren, erfolgte 2001 auch die Übernahme der bei den Länderpolizeien üblichen Schulterklappen, mit sechsspitzigen Sternen als Rangabzeichen.
Zur Dienstbekleidung gehörten bis 1976 auch gekürzte schwarze volllederne wasserdichte Marschstiefel, ähnlich Modell 39 der Wehrmacht, aber verbessert und an der Außenseite mit schwarzlackierten Aluminiumverschlüssen zur Größenverstellung versehen. Diese Marschstiefel waren zuletzt mit einer Gummisohle ausgestattet. Das letzte Stiefelmodell, welches bis 2005 getragen wurde, war der über den Knöchel reichende Haix Ranger-Schnürstiefel aus schwarzem spezialbehandeltem wasserabweisendem Leder und einer öl- und benzinbeständigen Nitril-Gummisohle.
Für die ab 1. Oktober 1987 erstmals beim BGS ausgebildeten Vollzugsbeamtinnen (Polizeihauptwachtmeisteranwärterinnen) wurde auf Basis von Oestergaards Uniformlinie eine eigene Dienstkleidung eingeführt.
Die „Oestergaard-Uniform“ ersetzte zwischen 2007 und 2008 sukzessive eine neue, dunkelblaue Dienstkleidung. Damit entsprach die Bundespolizei der Entwicklung, die sich zwischen 2004 und 2018 bei den Polizeiuniformen der Bundesländer vollzog.

### Besondere Abzeichen
Folgende Abzeichen wurden 1972–2000 getragen und dienten teilweise der Abgrenzung von Einzeldienst und Verbänden:
Flugdienst
- Hubschrauberpiloten bei der BGS-Fliegergruppe bzw. den BGS-Fliegerstaffeln: Schwingen, getragen an der linken Brust

Grenzschutzbergführer

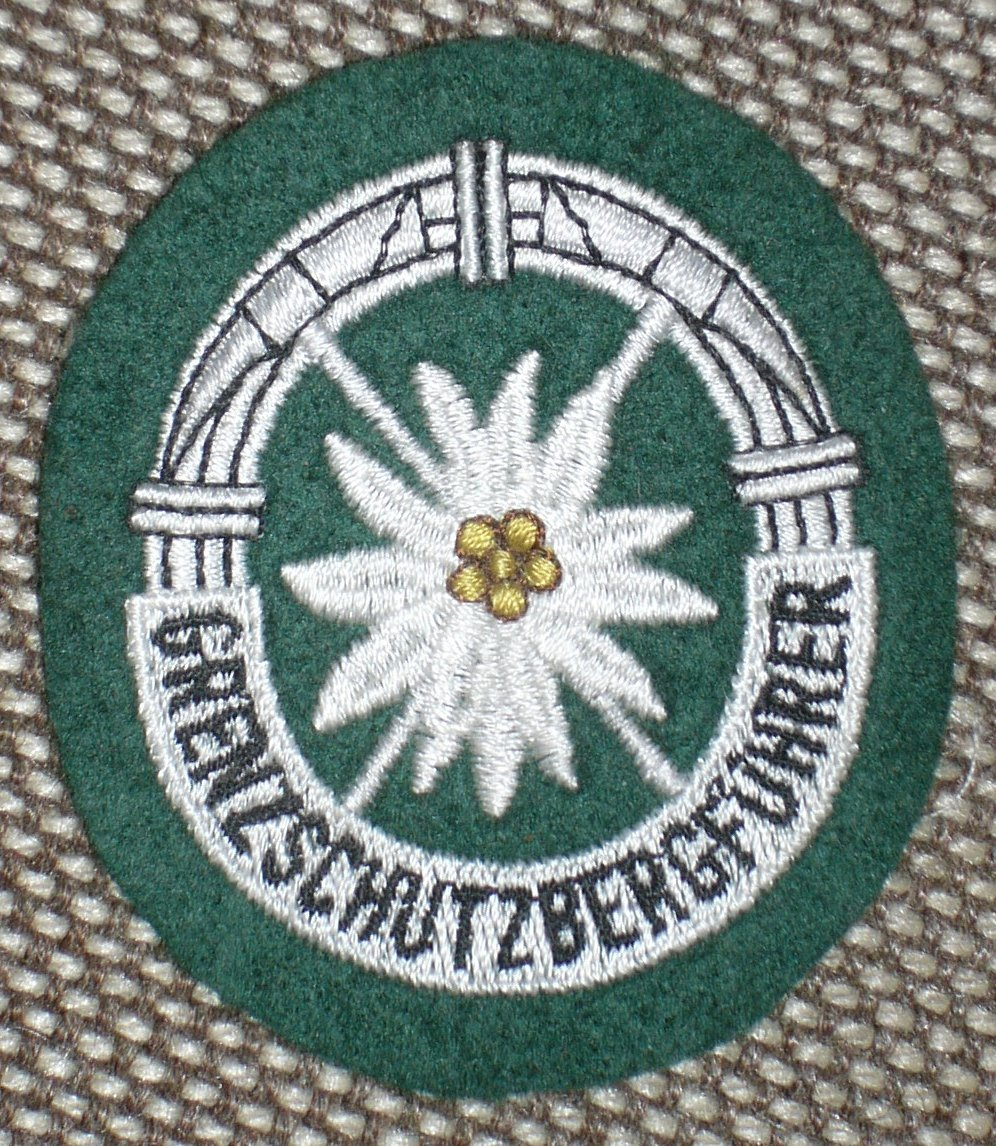
Tätigkeitsabzeichen des Grenzschutzbergführers

- Grenzschutzbergführer: Anstecknadel in Edelweiß-Form und Aufnäher, rund mit Edelweiß und zwei gekreuzten Eispickeln und der Aufschrift „Grenzschutzbergführer“.

Grenzschutzgruppe 9
- Polizeivollzugsbeamte in der GSG 9: Bundesadler mit Eichenlaub, getragen an der rechten Brust.
- Fallschirmspringer in der GSG 9: Schwingen mit Eichenlaub und stilisiertem Fallschirm

Sanitätswesen
- Referatsleiter des Sanitätswesens: Direktoren im BGS, die diese Aufgabe wahrnahmen trugen an der linken Brust einen Äskulapstab mit Schlange.

Verwaltungsbeamte im Grenzschutzeinzeldienst und in den Verbänden
- Merkurstab in silber (mittlerer Dienst), gold (gehobener Dienst) und gold mit Eichenlaub (höherer Dienst).

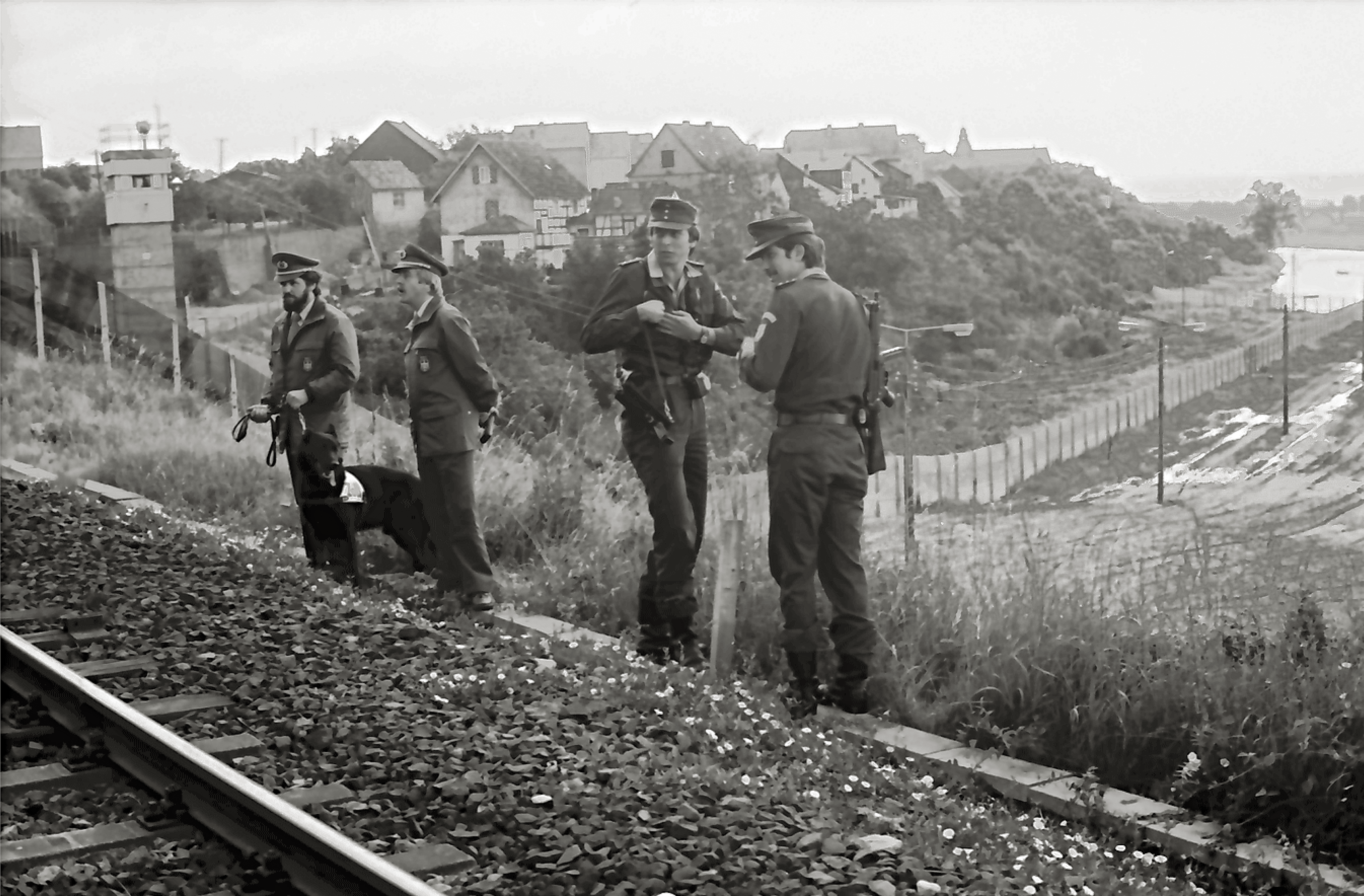
Zwei Polizeibeamte des BGS (Vordergrund) in der 1976 eingeführten Uniform, dahinter zwei Zollhundeführer, 1980
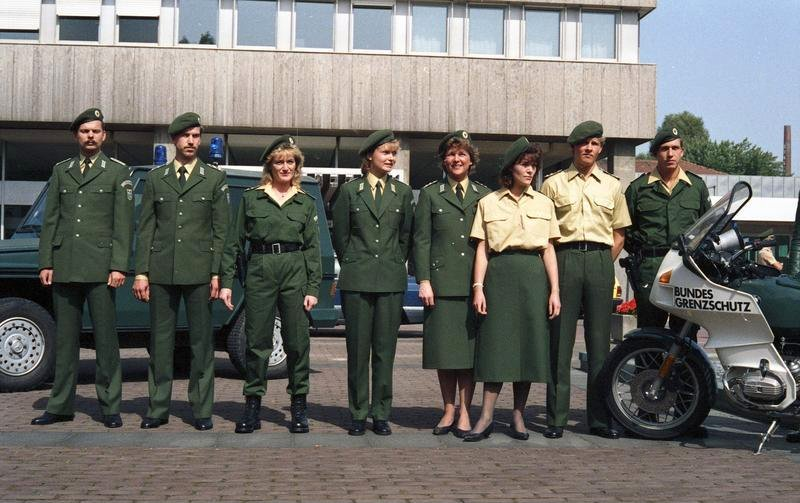
1987 wurden für die ersten Polizeivollzugsbeamtinnen beim BGS eigene Uniformen eingeführt

### Kopfbedeckungen
Als Kopfbedeckung wurde neben dem Stahlhelm M35/53 die ab 1943 in der Wehrmacht getragene Feldmütze (Bergmütze) und später auch das Schiffchen in der schwarzgrünen Färbung des BGS eingeführt. Von der Feldmütze gab es zusätzlich eine vereinfachte Ausführung im Sumpftarnmuster. Daneben trugen die Beamten im BGS die seit dem 19. Jahrhundert in Deutschland gebräuchliche Schirmmütze. Nach der Uniformreform 1976 wurde das Schiffchen abgeschafft und stattdessen das Barett in der neuen mittelgrünen Färbung ausgegeben. Daneben hielt sich einige Zeit auch noch die Feldmütze in der neuen Färbung. Einen eigenen Stahlhelm erhielten die Einsatzkräfte der im September 1972 gegründeten GSG 9 sowie der auf Länderebene installierten Spezial-Einsatzkommandos (SEK). Dieser übernahm optisch das Erscheinungsbild des deutschen Fallschirmjägerhelms M38, unterscheidet sich jedoch in Details an der Helmglocke sowie im Besonderen an einem veränderten Helmfutter und weiterentwickelten Kinnriemen.

#### Stahlhelm M35/53
Während anfangs noch die umgespritzen Helmmodelle M35, M40 und M42 der Wehrmacht aufgetragen wurden, arbeitete man weiter an Verbesserungen, so dass die bis Mitte der 1990er Jahre eingesetzten Helme zwar den Wehrmachtsmodellen sehr ähnlich sahen, doch speziell deutliche Unterschiede im Helmfutter aufwiesen. Insgesamt wurden zwischen 1953 und 1990 drei Versionen dieses BGS-Helms hergestellt. In der ältesten Bauart von 1953 (M35/53) saß das Helmfutter höher und somit der Helm tiefer im Gesicht des Trägers als beim Wehrmachtshelm. Bei dem zuletzt getragenen Muster verzichtete man auf die typischen Lüftungslöcher in der Helmglocke. Die BGS-Helme waren ursprünglich im Farbton RAL 6012 Schwarzgrün gespritzt. Nach der Uniformreform 1976 erfolgte die Färbung im Farbton RAL 6029 Minzgrün. Zudem gibt es blaugrau gestrichene Ausführungen von älteren und dem letzten Helmmodell. Die Helme des BGS, auch die aus Wehrmachtsbeständen, wurden teilweise immer wieder mit der jeweils aktuellen Innenausstattung bestückt bzw. farblich umgespritzt, so dass vereinzelte Stücke das hohe Einsatzalter von fast 50 Jahren erreichen konnten. Bei den Friedensmissionen wurde der Stahlhelm M35/53 auch im Ausland getragen. So 1992/93 bei der UN-Mission „UNTAC“ in Kambodscha, wozu die dort eingesetzten Helme einen Rauhanstrich in RAL 5012 Lichtblau sowie links und rechts die Kürzel „UN“ in Weiß erhielten. Zusätzlich installierte man in diesen Helmen nochmals eine aktuelle Innenfuttervariante.
Das 1953 speziell für den BGS konzipierte lederne Helminnenfutter M53 (I 53) basierte auf dem Innenfutter M31 der Reichswehr, das später auch in den Stahlhelmen M35 bis 42 Verwendung fand. Ein deutlicher Bauunterschied zu den älteren Ausstattungen war beim Innenfutter M53 die auf der Helmkalottenunterseite angebrachte Zentralschraube, welche das Futter hielt. Bei den Wehrmachtshelmen war dies eine Dreipunktbefestigung gewesen. Das Innenfutter M53 wurde später auch von der Bundeswehr übernommen, nachdem sich dort die Innenausstattung amerikanischer Konzeption als Fehlentwicklung herausgestellt hatte. Das Helminnenfutter M53 wurde stetig weiterentwickelt.
Zu dem Helm konnten Tarnnetze oder Helmtarnüberzüge getragen werden. Diese Überzüge waren zunächst den Splittertarnüberzügen der Wehrmacht ähnlich. Das verwendete Splittertarn selber war bereits 1931 zunächst nur für die Heereszeltbahn in der Reichswehr eingeführt worden und blieb beim BGS bis 1962 in Gebrauch. Doch bereits 1952 hatte der Bundesgrenzschutz ein vom Sumpftarnmuster 44 bzw. 43 abgeleitetes Muster für Kampfanzüge und Zeltbahnen eingeführt, das ebenfalls zu Helmtarnüberzügen verarbeitet wurde. 1976 stellte man die Produktion der Kampfanzüge im Tarnmuster ein. Anzugteile sind aber noch auf Fotos der 1980er Jahre zu sehen und Helmtarnüberzüge waren bei Sondereinheiten noch im Jahr 2000 im Gebrauch. Die für den BGS hergestellten Tarnüberzüge im Sumpftarnmuster wurden ausschließlich in den Kasernenschneidereien aus Zeltplanen gefertigt und nicht standardisiert zentral beschafft.
Hersteller der Helmglocke waren unter anderem L+S (Linnemann-Schnetzer) sowie VDN (Vereinigte Deutsche Nickelwerke, Schwerte).

#### Aramid-Helm
Mitte der 1990er Jahre übernahm der BGS den bereits am 15. Januar 1992 in der Bundeswehr eingeführten neuen Gefechtshelm aus Aramid, den die Firma Schuberth Helme entwickelt hatte. Auch für diesen Helm, der die Linienführung des alten BGS-Stahlhelms wieder aufgreift, konnten Stoffüberzüge ausgegeben werden.

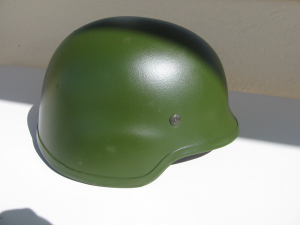
Der Mitte der 1990er Jahre beim BGS eingeführte Helm
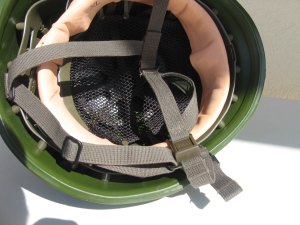
Innenfutter desselben Helms

## Musik
Zu einem wichtigen Teil des Lebens im BGS gehörte die Kameradschaft. Ehemalige Angehörige des „alten“ BGS zwischen 1951 und 1976 bezeichnen sich auch heute noch untereinander gerne als „Kameraden“. Diese Kameradschaft war ein Element, die Menschen aus unterschiedlichen Berufen und Richtungen zu einer leistungsstarken Einheit zusammenzuschweißen. Darum wurde gemeinsames Tun wie das Singen auch in der Ausbildung gefördert. Lieder welche damals sehr beliebt waren und oft gesungen wurden: Drei Lilien, Mein Schlesierland, Die blauen Dragoner, Wir tragen den silbernen Adler am Rock, Märkische Heide, Die Jäger u. v. a.
Zu den verschiedensten Anlässen wie Paraden, Staatsbesuchen und Großem Zapfenstreich spielten BGS-Spielmannszüge neben Nationalhymnen auch Märsche aus der deutsch-österreichischen Militärtradition.

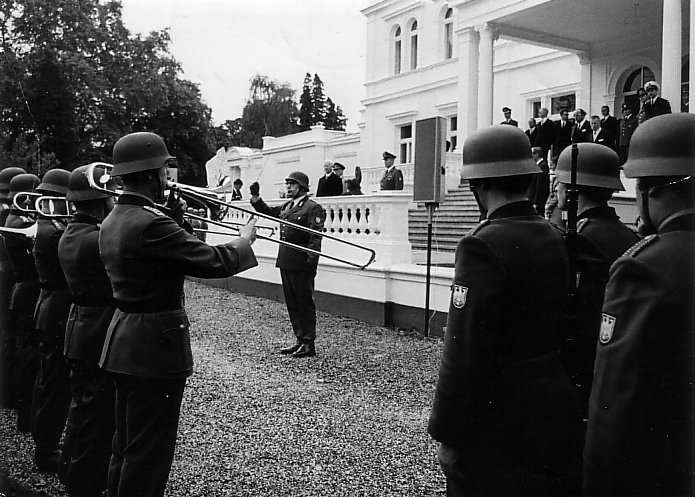
Musikzug vom Kommando Mitte, BGS-Wachhundertschaft, vor der Villa Hammerschmidt in Bonn
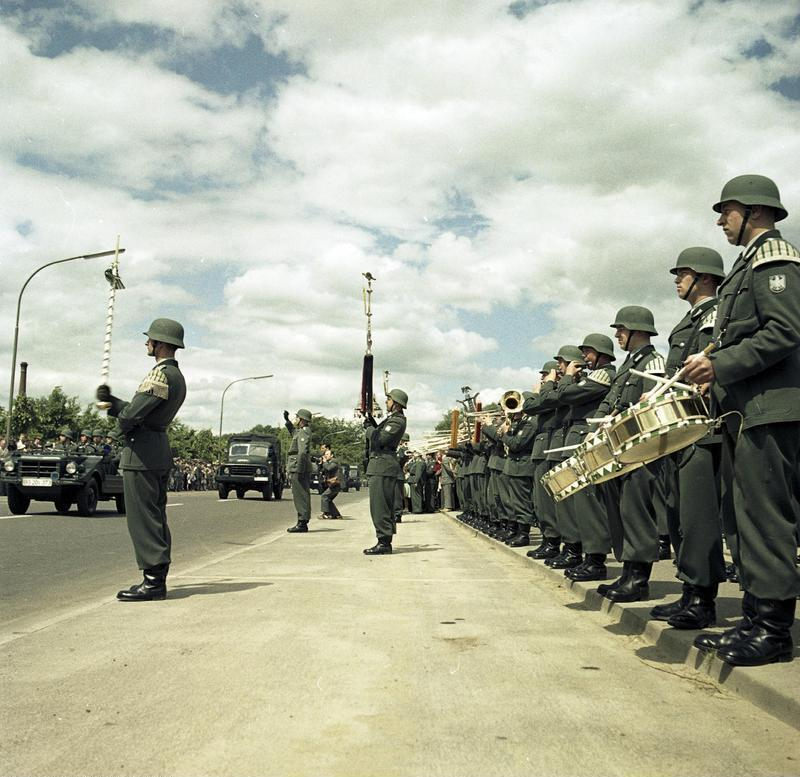
Spielmannszug und Musikkorps des BGS bei der Parade zum 10-jährigen Jubiläum 1961 in Lübeck

## Dienstfahrzeuge
Am 17. August 1954 wurden taktische Zeichen für Dienstfahrzeuge des BGS eingeführt, durch die ihre Zugehörigkeit zu einem bestimmten Grenzschutzkommando (liegendes gleichschenkliges Dreieck), einer Grenzschutzgruppe (Rechteck), einer Grenzschutzabteilung (auf der Spitze stehendes gleichseitiges Dreieck) oder einer Grenzschutzhundertschaft (Kreis) erkennbar war. Die Grundfarbe der genannten Symbole gab die Zugehörigkeit zu einem der Grenzschutzkommandos an. Mit Ziffern, Buchstaben und Symbolen wurden die Verbände und Einheiten genau bezeichnet.
Fahrzeuge des Bundesgrenzschutzes führten das Kfz-Kennzeichen „BG“ (für Bundesgrenzschutz). Im Frühjahr 2007 wurden sämtliche Kennzeichen auf „BP“ (für Bundespolizei) umgestellt.
1995 hatte der BGS rund 5.500 Personenkraftfahrzeuge, schwere Transportfahrzeuge, Sonderfahrzeuge und Krafträder im Einsatz.
Zu den Dienstfahrzeugen gehörten im Laufe der Jahre (Auswahl):

### Transportfahrzeuge

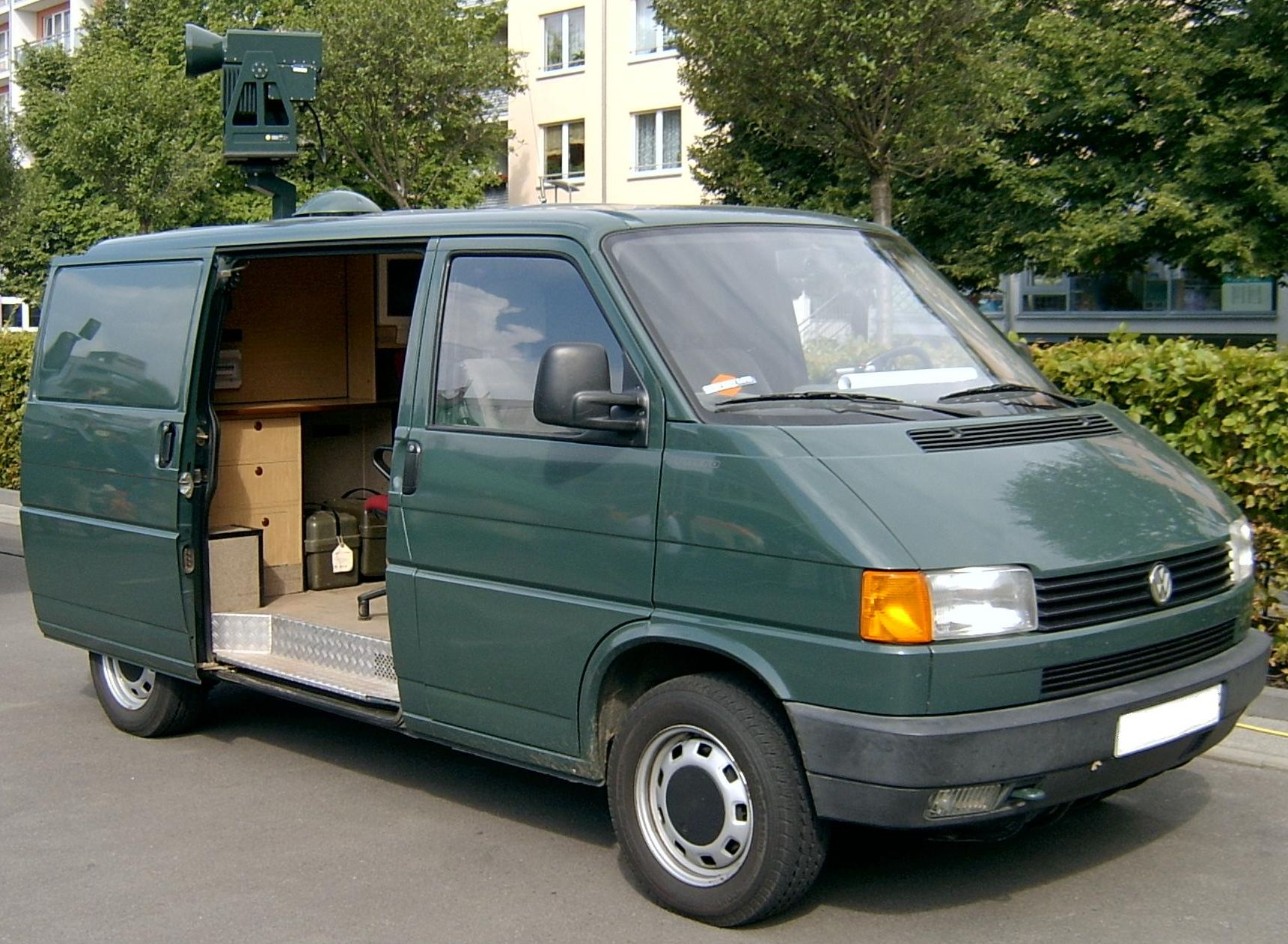
VW T4 noch in den Farben des BGS im Jahr 2006

- Leichter Lastkraftwagen VW T1, eingesetzt ab Baujahr 1963
- Leichter Lastkraftwagen VW T2, eingesetzt ab Baujahr 1967.
- Leichter Lastkraftwagen VW T3, eingesetzt ab Baujahr 1981 (war 1998 noch im Einsatz)
- Leichter Lastkraftwagen VW T4, eingesetzt ab Baujahr 1989 (bis zur Umbenennung/Neuorganisation des BGS als Bundespolizei 2005 im Einsatz)
- Leichter Lastkraftwagen VW LT 28, eingesetzt ab Baujahr 1975
- Mittlerer geländegängiger Lastkraftwagen Mercedes-Benz L 3500, Verwendung in verschiedenen Ausführungen, eingesetzt ab Baujahr 1951
- Mittlerer geländegängiger Lastkraftwagen Mercedes-Benz LA 911, eingesetzt ab Baujahr 1964.
- Mittlerer geländegängiger Lastkraftwagen Mercedes-Benz L 311/LA 311, eingesetzt ab Baujahr 1955.
- Mittlerer geländegängiger Lastkraftwagen Borgward B 2000 A/O „Kübelwagen“, eingesetzt ab Baujahr 1956, gebaut für den BGS bis 1969
- Mittlerer geländegängiger Lastkraftwagen Magirus-Deutz Merkur AL85
- Mittlerer geländegängiger Lastkraftwagen IFA W50, Ausführungen mit Pritsche und Plane, gebaut von 1965 bis 1990; übernommen aus DDR-Beständen
- Schwerer geländegängiger Lastkraftwagen Hanomag A-L 28, eingesetzt ab Baujahr 1951.
- Schwerer geländegängiger Lastkraftwagen Hanomag A-L 28 mit Ladekran, eingesetzt ab Baujahr 1951.
- Schwerer geländegängiger Lastkraftwagen Magirus-Deutz, eingesetzt ab Baujahr 1962
- Schwerer Mercedes-Benz SK Deflektor 1838, eingesetzt mit Wechselpritsche oder als Sattelzug, eingesetzt ab Baujahr 1994 (bis zur Umbenennung/Neuorganisation des BGS als Bundespolizei 2005 im Einsatz)

### Gruppenwagen

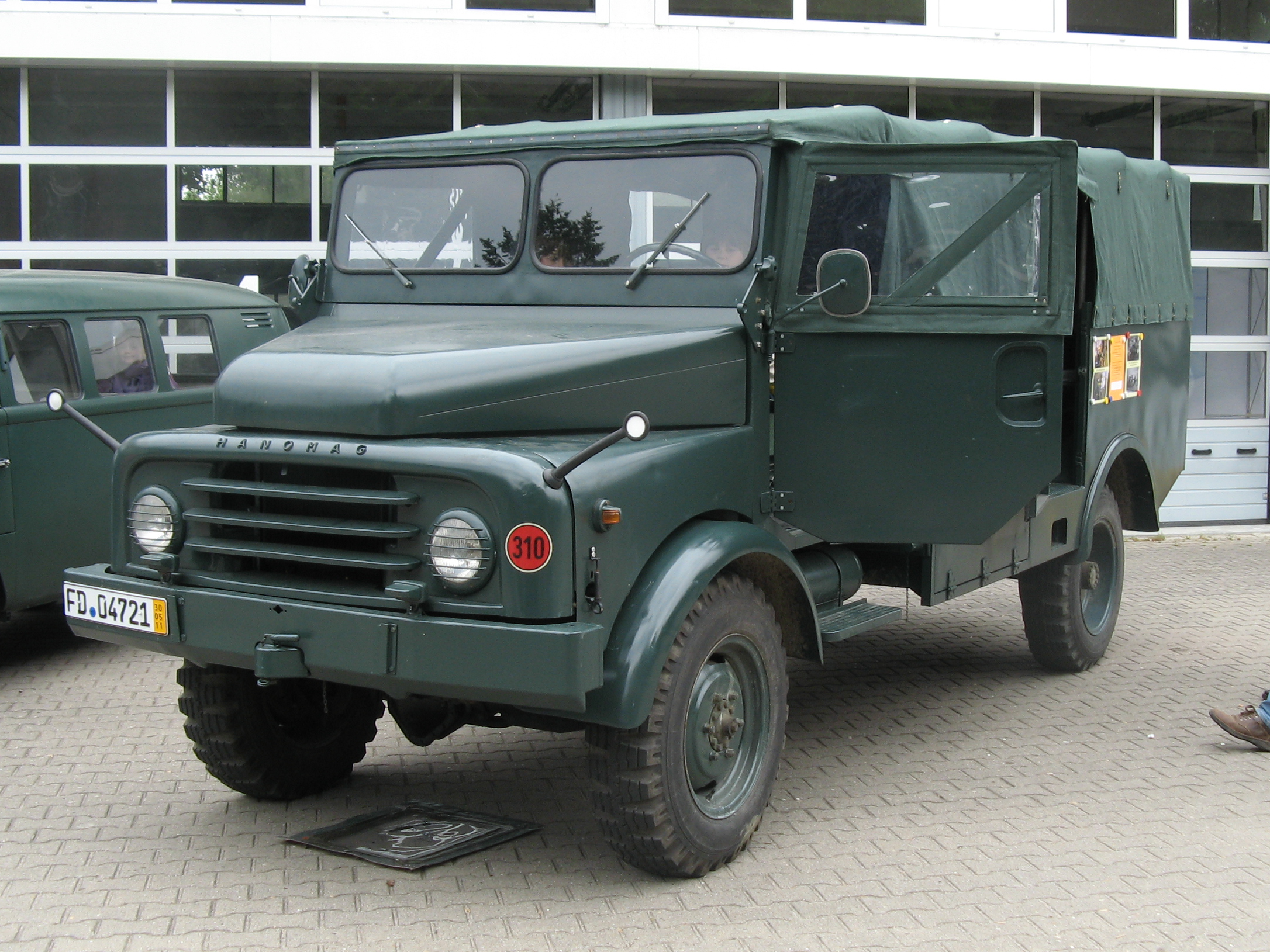
Hanomag AL 28 (GruKw II) als Gruppenwagen

- Gruppenwagen Hanomag L 28 G, Baujahr 1951/1952 (war 1995 bereits ausgesondert)
- Gruppenwagen Hanomag A-L 28 (GruKw I), geschlossene Kabine und Pritsche mit Sitzbänken, eingesetzt ab Baujahr 1951, gebaut bis 1963 (war 1995 bereits ausgesondert)
- Gruppenwagen Hanomag A-L 28 (GruKw II), Kabine mit Stoffverdeck und sog. Kübelwagenaufbau, 1963 bis 1968 gebaut (war 1995 bereits ausgesondert)
- Gruppenwagen Mercedes-Benz T 2 (GruKw III), Modellreihe ab 1967 (war 1995 noch im Dienst)
- Gruppenwagen Mercedes-Benz T 2, 711 D, L-508 D, (Grukw) Modellreihe ab 1986, verwendet als Mannschafts- als auch als Gefangenentransporter (bis zur Umbenennung/Neuorganisation des BGS als Bundespolizei 2005 im Einsatz)

### Sanitätskraftwagen

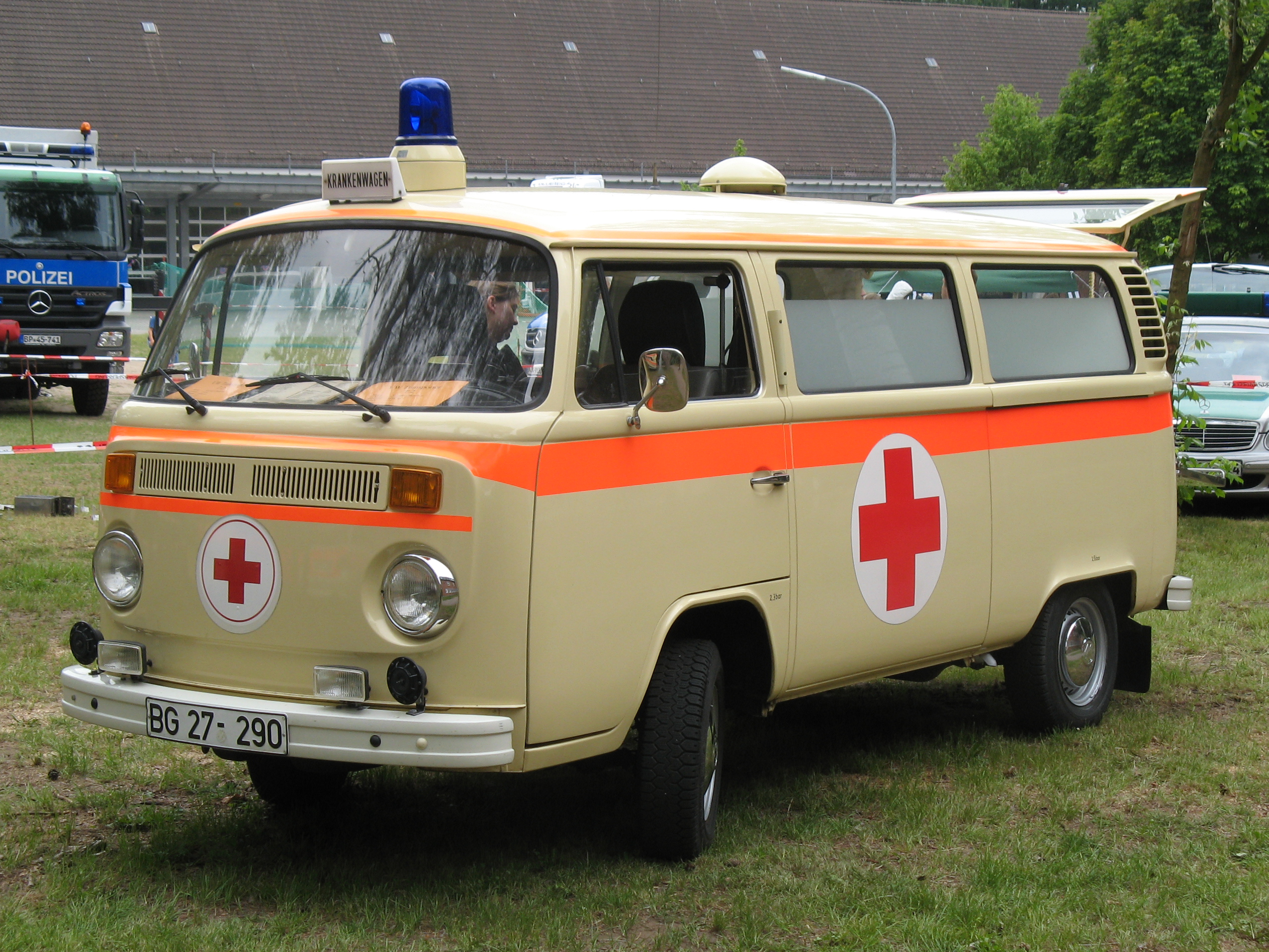
Leichter Transporter VW T2 als Krankenwagen des BGS

- Hanomag A-L 28, Sanitätsgerätekraftwagen, eingesetzt ab Baujahr 1951.
- Mercedes-Benz T1 207 D, Sanitätsgerätekraftwagen, eingesetzt ab Baujahr 1977.
- Leichter Transporter VW T2, Krankenwagen, eingesetzt ab Baujahr 1967.
- Leichter Transporter VW T3 Syncro, Krankenwagen, eingesetzt ab Baujahr 1981.
- Mercedes-Benz T 2, 711 D, L-508 D, Krankenkraftwagen, Modellreihe ab 1986.
- Opel Rekord E2 Caravan, Fahrzeug des Sanitätsdienstes, eingesetzt ab Baujahr 1972.
- Opel Omega A Caravan, Fahrzeug des Sanitätsdienstes, eingesetzt ab Baujahr 1986.
- Mercedes-Benz (W461) 280GE, Krankentransportkraftwagen, Modellreihe ab 1990 (bis zur Umbenennung/Neuorganisation des BGS als Bundespolizei 2005 im Einsatz)

### Omnibus
- Mercedes-Benz O 321 H; eingesetzt ab Baujahr 1954
- Setra S 213, Omnibus; eingesetzt ab Baujahr 1981 (bis zur Umbenennung/Neuorganisation des BGS als Bundespolizei 2005 im Einsatz)

### Funk-, Fernmelde- und Befehlskraftwagen

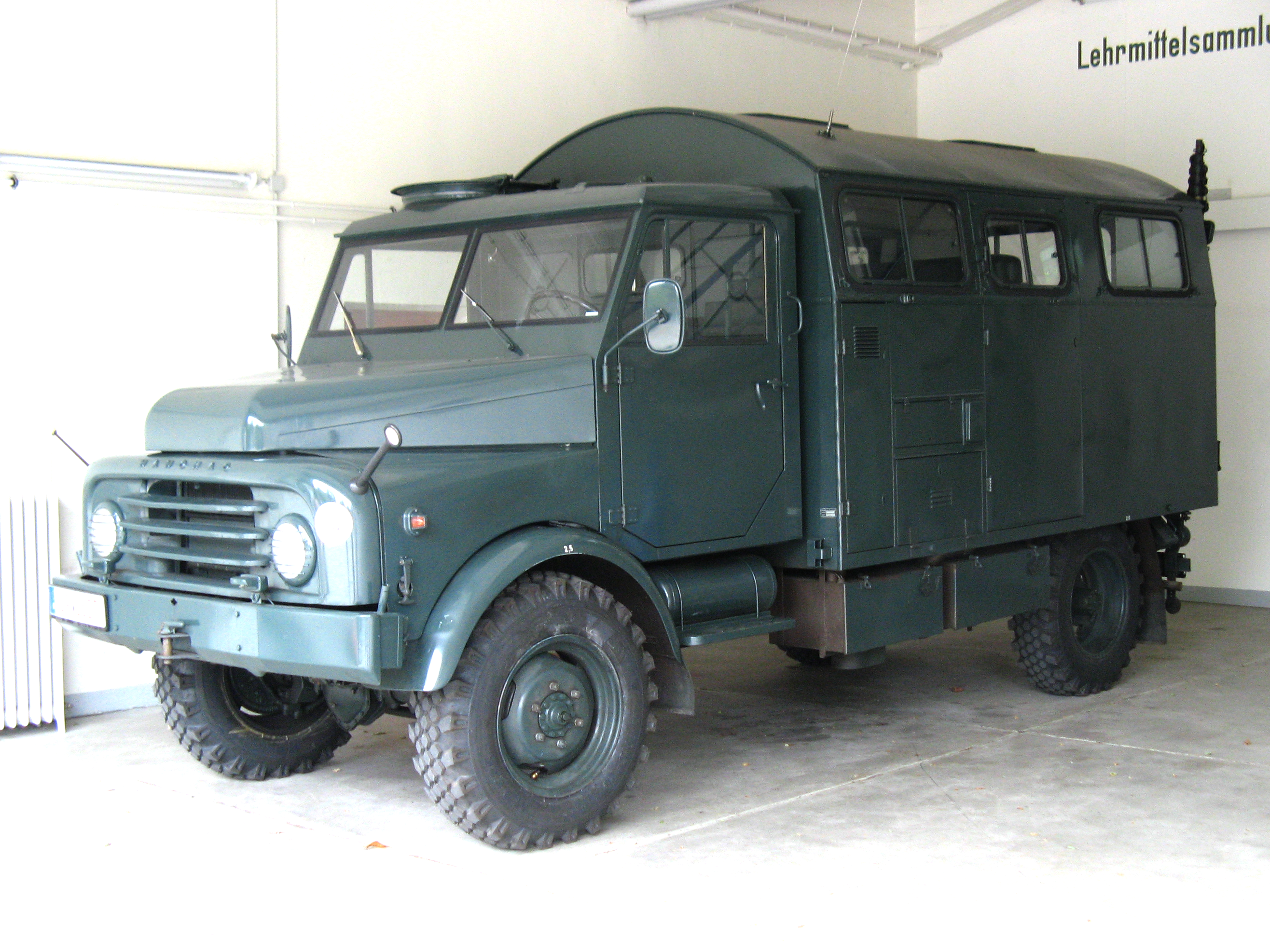
Hanomag AL 28 (Fukw) als Funkkraftwagen

- Unimog S 404 B, als Funkkraftwagen L (UKW) im Einsatz. Diese Wagen wurden mit einem speziell für den BGS entwickelten Aufbau ab 1955 ausgeliefert. (ausgesondert bis gegen Ende der 1960er Jahre)
- Hanomag L 28 als Funkkraftwagen L (UKW) im Einsatz
- Hanomag AL 28. Dieser Wagen löste gegen Ende der 1960er Jahre den Unimog als Funkkraftwagen L (UKW) ab. Der AL 28 war auch als Fernmeldekraftwagen Bau (Fekw Bau), Befehlskraftwagen (Befkw) und Lautsprecherkraftwagen im Einsatz
- Magirus-Deutz Jupiter 6x6, als Schwerer Befehlskraftwagen (Befkw), Baujahr ab 1962 (war noch 1998 im Einsatz)
- Mercedes-Benz LA 911 B/36, Fernmeldebetriebskraftwagen (Fekw Betrieb), Baujahr ab 1967.
- Mercedes-Benz LA 911/36, Funkkraftwagen für den UKW-Funktrupp (Fukw L UKW) sowie als Fernmelde-Baukraftwagen (Fekw Bau), Baujahr ab 1967.
- Mercedes-Benz LA 911/42, Funkkraftwagen für den Einheitsfunktrupp (Fukw E), Baujahr ab 1967.
- Mercedes-Benz 508 D (T 2), Lautsprecherkraftwagen (Laukw), Baujahr ab 1981
- Mercedes-Benz 609 D (T 2), als Funkkraftwagen für den Richtfunkverbindungstrupp (Rvkw) sowie als Fernmelde-Instandsetzungs- und Ladekraftwagen (Filkw), Baujahr ab 1986 (bis zur Umbenennung/Neuorganisation des BGS als Bundespolizei 2005 im Einsatz)
- Mercedes-Benz 917, Leichte Klasse, Funkkraftwagen für den UKW-Funktrupp (Fukw L UKW), Baujahr ab 1984 (bis zur Umbenennung/Neuorganisation des BGS als Bundespolizei 2005 im Einsatz)
- Iveco Magirus Turbo 80-15 Funkkraftwagen für den UKW-Funktrupp (Fukw L UKW), als Einzelstück bei der Grenzschutzschule in Lübeck

### Wasserwerfer

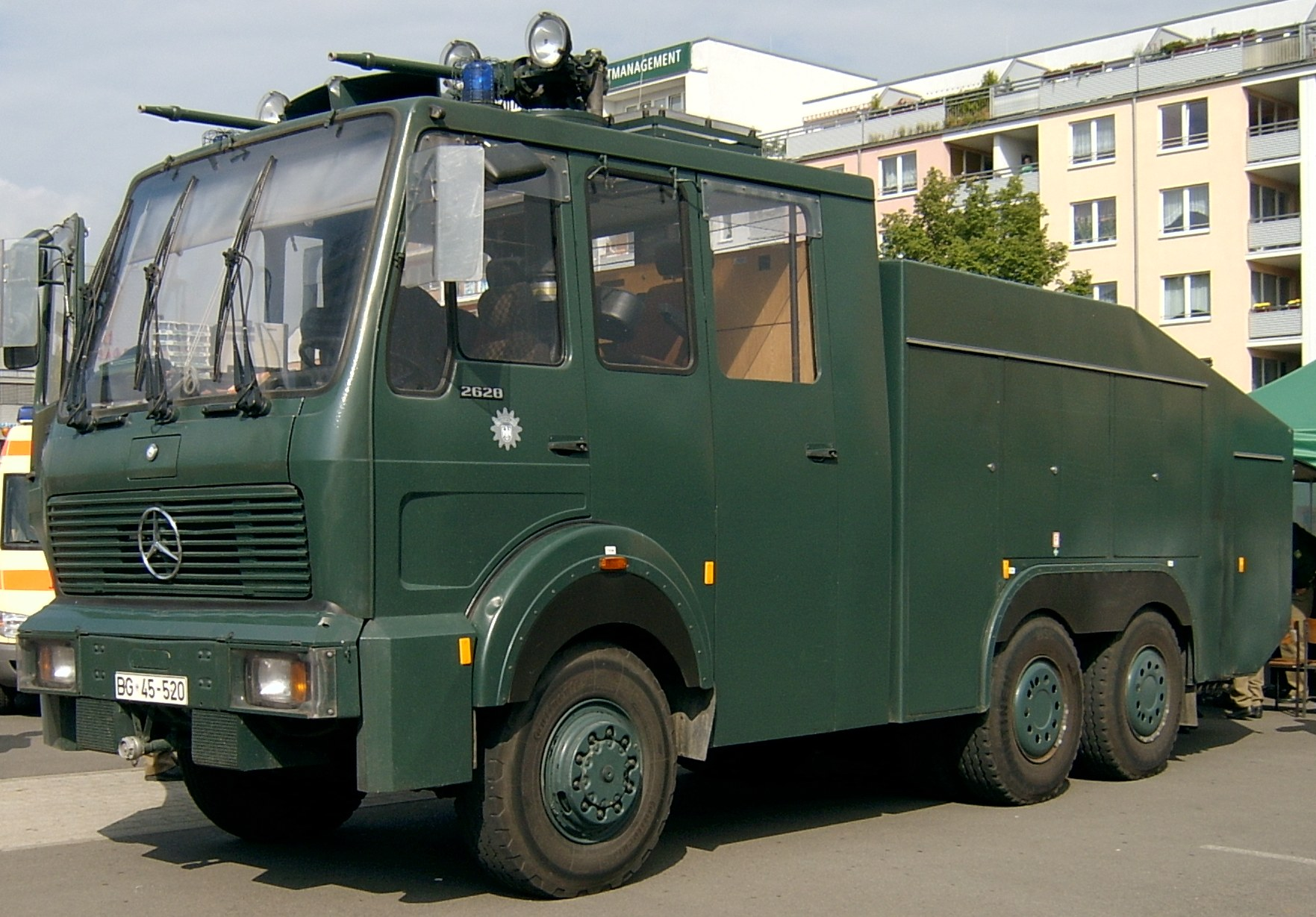
Mercedes-Benz NG 2628 als Wasserwerfer des Bundesgrenzschutzes

- Geländegängiger Wasserwerfer Mercedes-Benz LA 1113/42 (WaWe 4000) mit Metz-Aufbau; eingesetzt ab Baujahr 1974
- Geländegängiger Wasserwerfer Mercedes-Benz NG 2628 und 2629 (WaWe 9000), ältere und neuere Ausführung (beide bis zur Umbenennung/Neuorganisation des BGS als Bundespolizei 2005 im Einsatz)

### Krafträder
- Leichtes Kraftrad Ardie B 251 und B 252 250 cm³, von 1951 bis ca. 1960 im Einsatz
- Leichtes Kraftrad Maico M 250 B, Baujahr ab 1959
- Leichtes Kraftrad BMW R 27, Baujahr ab 1965 (war 1995 bereits ausgesondert)
- Leichtes Kraftrad Hercules K 125 BW, Baujahr ab 1971 (war 1982 bereits ausgesondert)
- Mittleres Funkkrad (Krad Fu) BMW R 60/7, Baujahr ab 1977
- Funkkrad (Krad Fu) BMW R 65, Baujahr ab 1978
- Funkkrad (Krad Fu) BMW R 80 RT, Baujahr ab 1982 (bis zur Umbenennung/Neuorganisation des BGS als Bundespolizei 2005 im Einsatz)
- Funkkrad (Krad Fu) BMW R 80, Baujahr ab 1985 (bis zur Umbenennung/Neuorganisation des BGS als Bundespolizei 2005 im Einsatz)
- BMW R 1150 RT für den Streifendienst, Baujahr ab 2001 (bis zur Umbenennung/Neuorganisation des BGS als Bundespolizei 2005 im Einsatz)
- Kawasaki ZR-7 für die Fahrschule, Baujahr ab 1999 (bis zur Umbenennung/Neuorganisation des BGS als Bundespolizei 2005 im Einsatz)

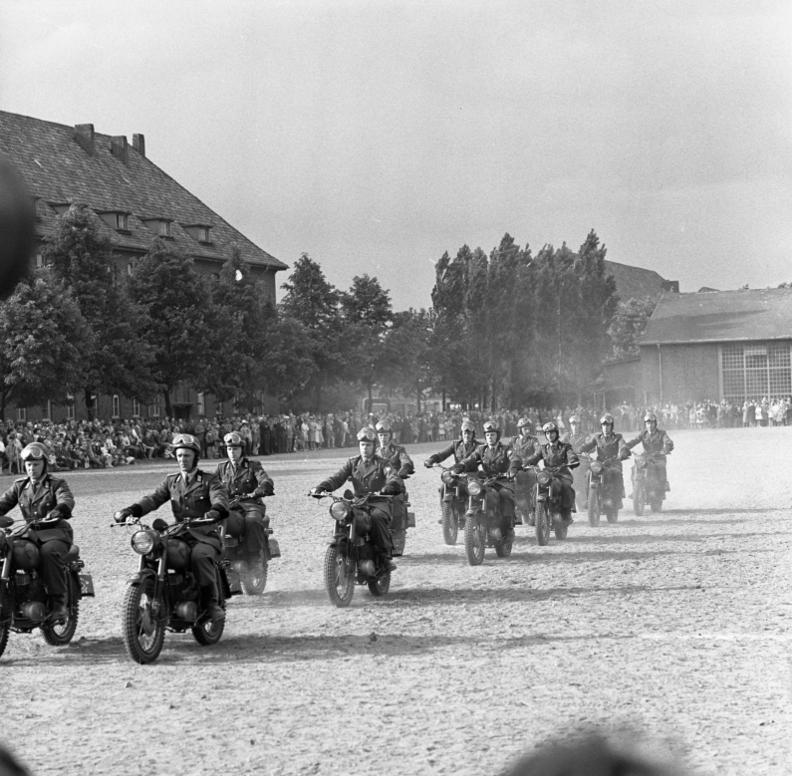
Maico M 250 B des BGS bei einer Vorführung im Jahr 1961
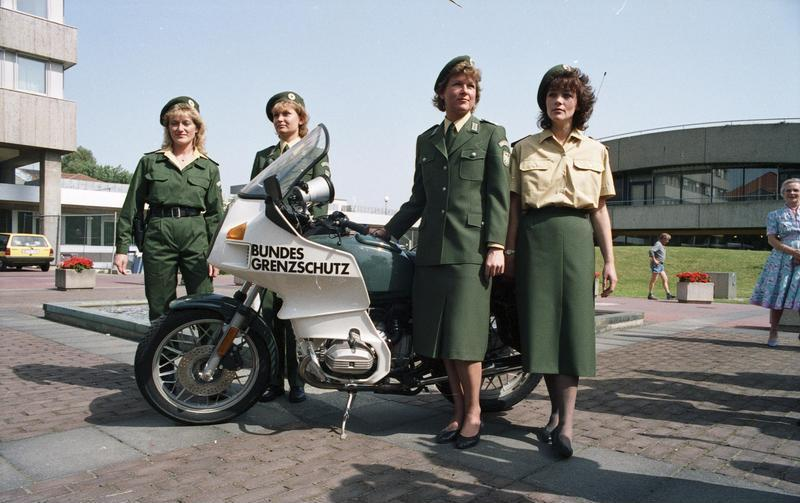
BMW R 80 RT des BGS bei der Vorstellung der neuen Uniformen im Jahr 1987

### Personenkraftwagen
- Mercedes-Benz W136 170 D, als offener Polizeitourenwagen eingesetzt für Streifen- und Gruppen, Baujahr 1951/1952 (war 1995 bereits ausgesondert)
- Opel Rekord E Caravan, Modellreihe ab 1977 (war 1995 noch im Einsatz)
- Opel Astra F, Baujahr ab 1991, Funkstreifenwagen
- Opel Astra G Caravan, Baujahr ab 1998, Funkstreifenwagen
- VW Passat B3 Variant, gebaut ab 1988 (war 1999 noch im Einsatz)
- VW Golf IV Variant, Baujahr ab 1997 (bis zur Umbenennung/Neuorganisation des BGS als Bundespolizei 2005 im Einsatz)
- Ford Scorpio, Limousine und Kombi, Funkstreifenwagen, gebaut ab 1985, beim BGS vertreten: Modell 1985, Modell 1992, Modell 1995 (bis zur Umbenennung/Neuorganisation des BGS als Bundespolizei 2005 im Einsatz)
- Barkas B 1000, Baujahr ab 1961, nach dem Mauerfall ab 1990 aus DDR-Beständen übernommen
- Ford Galaxy, Großraumlimousine, gebaut ab 1995 (bis zur Umbenennung/Neuorganisation des BGS als Bundespolizei 2005 im Einsatz)
- BMW 525d E39 Funkstreifenwagen, Baujahr ab 1995 (bis zur Umbenennung/Neuorganisation des BGS als Bundespolizei 2005 im Einsatz)
- BMW 525d Touring E39 Funkstreifenwagen, Baujahr ab 1997 (bis zur Umbenennung/Neuorganisation des BGS als Bundespolizei 2005 im Einsatz)

#### Geländewagen
- Leichter (bedingt) geländegängiger PKW 4x2 VW Käfer 1200 Cabriolet, Baujahr ab 1951
- Leichter (bedingt) geländegängiger PKW 4x2 VW Typ 181 Pkw Fu, gl (Nachfolger des Kübelwagen), eingesetzt ab Baujahr 1970
- Leichter geländegängiger LKW Auto-Union DKW Munga F 91/4 (Fu, gl), als Führungsfahrzeug, eingesetzt ab März 1957 (die Übernahme der ersten 75 Fahrzeuge vom Typ F 91/4 gl. 900 erfolgte am 20. März 1957 in Ingolstadt).[17]
- Leichter geländegängiger LKW Auto-Union DKW Munga F 91/8 (Fu, gl) als Feuerlöschfahrzeug, 3 Kfz eingesetzt ab Juni 1964,[17] weitere ca. 70 Fahrzeuge ab November 1965 als Führungsfahrzeug,[17] (war 1995 noch im Einsatz)
- Mittlerer geländegängiger PKW Land-Rover, Lizenzbau Vidal & Sohn Tempo-Werk, Harburg, ab 1955 gebaut (war 1995 bereits ausgesondert)
- Mittlerer geländegängiger PKW Land-Rover, 88, Serie II (war 1995 nur noch bedingt im Einsatz)
- Geländegängiger PKW Lada Niva 1600, Baujahr ab 1976, nach dem Mauerfall ab 1990 aus DDR-Beständen übernommen
- Geländegängiger PKW Mercedes-Benz 230 G und 280 GE, eingesetzt ab Baujahr 1979 (bis zur Umbenennung/Neuorganisation des BGS als Bundespolizei 2005 im Einsatz)
- Geländegängiger PKW Land Rover Discovery, Baujahr ab 1997, teilweise mit Sonderausstattung wie Suchscheinwerfer oder Seilwinde (bis zur Umbenennung/Neuorganisation des BGS als Bundespolizei 2005 im Einsatz)
- Geländegängiger PKW Mitsubishi Pajero, Baujahr ab 2001, Funkstreifenwagen (bis zur Umbenennung/Neuorganisation des BGS als Bundespolizei 2005 im Einsatz)

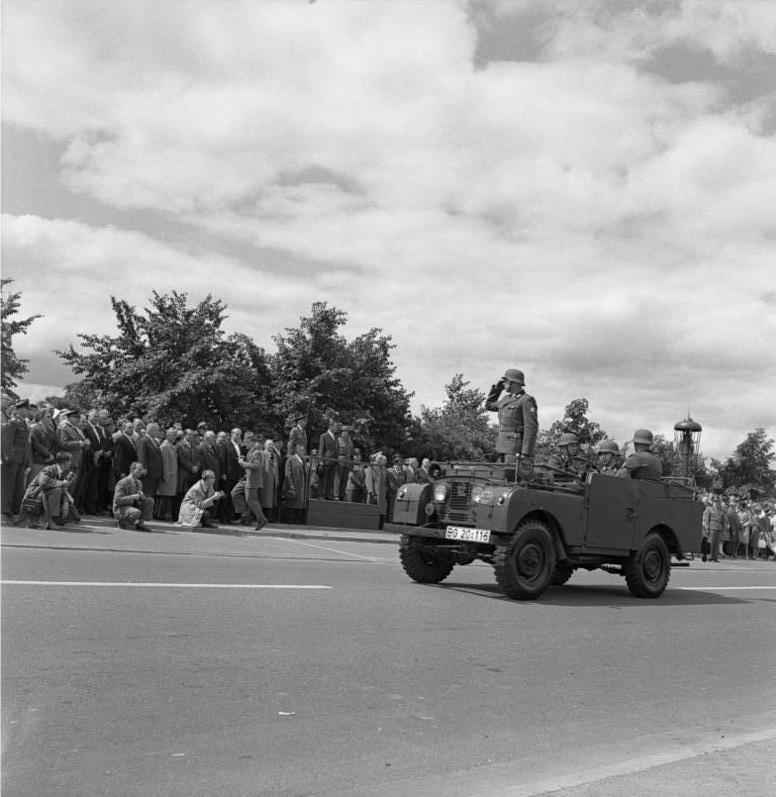
BGS-Land-Rover aus deutscher Lizenzproduktion, 1961
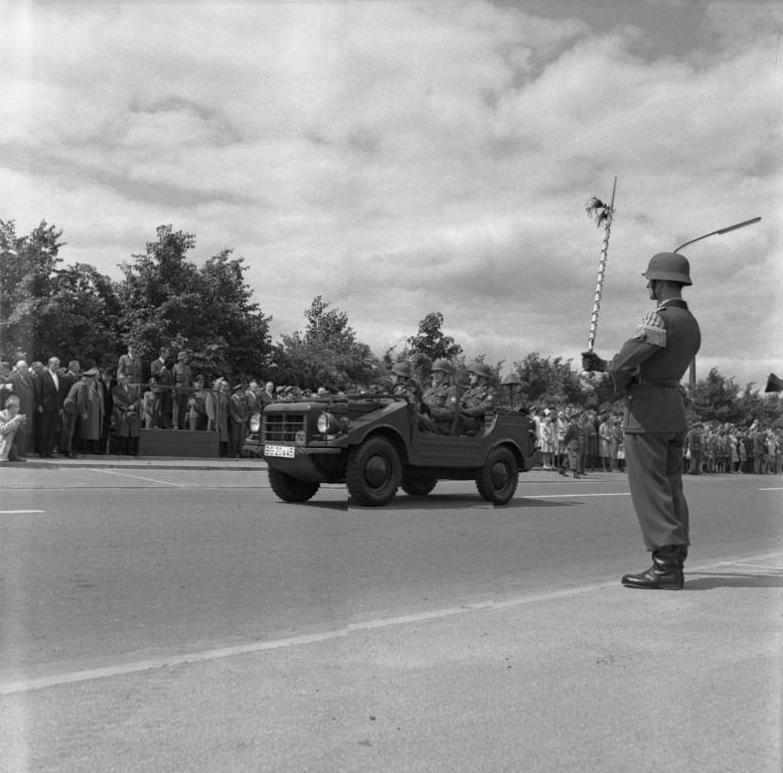
Führungsfahrzeug DKW Munga F 91/4 des BGS, 1961

### Sonderwagen
- Hanomag A-L 28, als Instandsetzungskraftwagen oder mit Bergekran, Baujahr ab 1953.
- Magirus-Deutz Jupiter 6x6, als Instandsetzungskraftwagen und mit Bergekran, Baujahr ab 1960.
- Auto Union Munga F 91/6 (PL-Pkw), Pulverlöschfahrzeug bei der Grenzschutzfliegerstaffel (GSFlSt)
- Mercedes-Benz Unimog U 2150 mit Ladeschaufel, Baujahr ab 1987.
- Mercedes-Benz Unimog U 2150 L mit Ladeschaufel, Ladekran und zusätzlichen Scheinwerfern, Baujahr ab 1987.
- Mercedes-Benz Unimog U 1300 L, Flugfeldlöschfahrzeug, Baujahr ab 1987.
- Mercedes-Benz Unimog U 2450, Flugfeldlöschfahrzeug, Baujahr ab 1993 (bis zur Umbenennung/Neuorganisation des BGS als Bundespolizei 2005 im Einsatz)
- Mercedes-Benz Unimog U 2450 L mit Ladeschaufel und Ladekran, Baujahr ab 1993 (bis zur Umbenennung/Neuorganisation des BGS als Bundespolizei 2005 im Einsatz)
- Mercedes-Benz Unimog U 5000 (hochgeländegängig), Baujahr ab 2002, mit Ladeschaufel und Palfinger-Ladekran und zusätzlichem technischem Gerät (bis zur Umbenennung/Neuorganisation des BGS als Bundespolizei 2005 im Einsatz)
- Mercedes-Benz 2628 und 2648 (NG 80) als Abschleppkraftwagen (Abschlkw), Baujahr ab 1980.
- Mercedes-Benz 2633S mit Bilstein-Kranaufbau, Baujahr ab 1988.
- Liebherr 524, Radlader für schweren technischen Einsatzdienst. Weiterhin im Einsatz bei den TEHu.
- Liebherr 712 (TED schwer), Raupe für schweren technischen Einsatzdienst (bis zur Umbenennung/Neuorganisation des BGS als Bundespolizei 2005 im Einsatz)
- Liebherr 524 (TED schwer), Radlader für schweren technischen Einsatzdienst (bis zur Umbenennung/Neuorganisation des BGS als Bundespolizei 2005 im Einsatz)
- Caterpillar D4H, Raupe als Räumgerät (bis zur Umbenennung/Neuorganisation des BGS als Bundespolizei 2005 im Einsatz)
- Multicar 25, leichter LKW zur Straßenreinigung (bis zur Umbenennung/Neuorganisation des BGS als Bundespolizei 2005 im Einsatz)

### Geschützte Sonderwagen
- Geschützter Sonderwagen SW M8, ab 1952 im BGS. Amerikanischer Spähpanzer, bis 1944 bei Ford gebaut. Für den BGS wurde er überholt und umgebaut. Die alte Bewaffnung entfiel, dafür wurde ein MG42 eingebaut. Teilweise kam auch eine Zwei-Zentimeter-Schnellfeuerkanone zum Einsatz. Der Abzug wurde mit dem Fuß betätigt. Nur einige Fahrzeuge waren mit einer Lenkhilfe ausgerüstet. Einige dieser Fahrzeuge erhielten zudem einen mehrfarbigen Tarnanstrich (um 1963 ausgesondert)
- Geschützter Sonderwagen SW I entwickelt vom Schweizer Unternehmen Mowag; eingesetzt bereits 1961, deutsche Lizenzbauten ab 1963 von Thyssen (Aufbau) und Büssing/Henschel (Motor), ab 1984 ausgesondert
- Geschützter Sonderwagen SW II auf Basis des geschützten Sonderwagens SW I, deutsche Lizenzbauten von Thyssen (Aufbau) und Büssing/Henschel (Motor), eingesetzt ab Baujahr 1965 mit drehbarem Turm, drei Nebelwerfern auf jeder Seite und leichter Kanone (1982 eingemottet)
- Geschützter Sonderwagen SW III (Alvis Saladin Mk.2 D), britischer Spähpanzer, Serienfertigung ab 1958; ab 1966 in 80 Exemplaren beim BGS eingesetzt und bereits 1974 wieder ausgesondert
- Geschützter Sonderwagen SW 3 (gepanzerter Mercedes-Benz G-Klasse), teilweise mit Mehrzweckaufsatz, eingesetzt ab Baujahr 1979 (bis zur Umbenennung/Neuorganisation des BGS als Bundespolizei 2005 im Einsatz)
- Geschützter Sonderwagen SW 4 (TM-170), gebaut ab 1984 auf dem Unimog-Fahrgestell mit einer Panzerung von Thyssen-Maschinenbau (jetzt Rheinmetall) als Ersatz für den SW I und II. 2 Ausführungen als Gruppen-SW und als Zugtrupp-SW. Weitere Varianten: mit Räumschaufel oder mit Überwachungskamera, Absperrgitter und Mehrzweckaufsatz (MZA), (bis heute im Dienst)

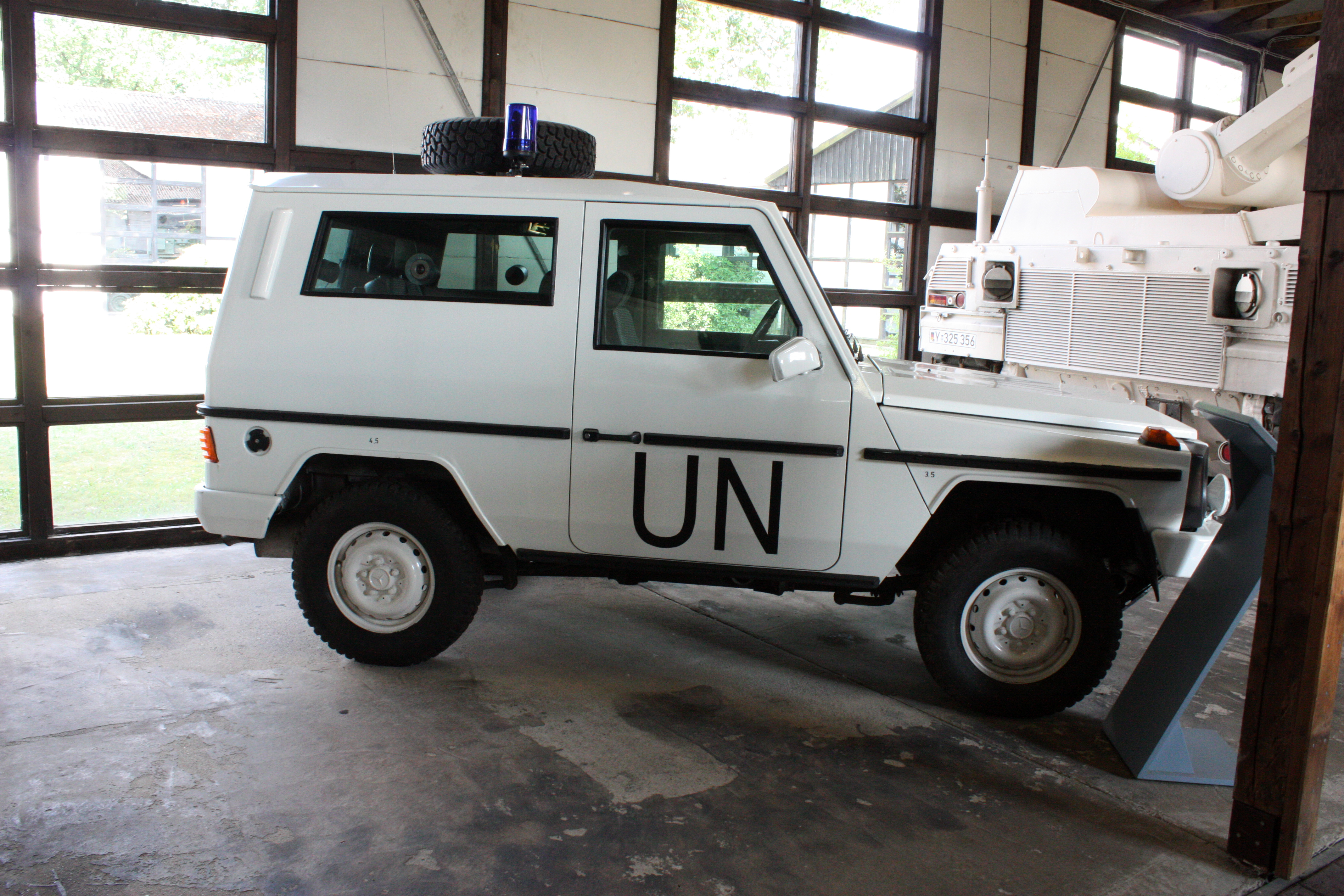
Geschützter Sonderwagen SW 3 des BGS für den UN-Einsatz im Panzermuseum Munster
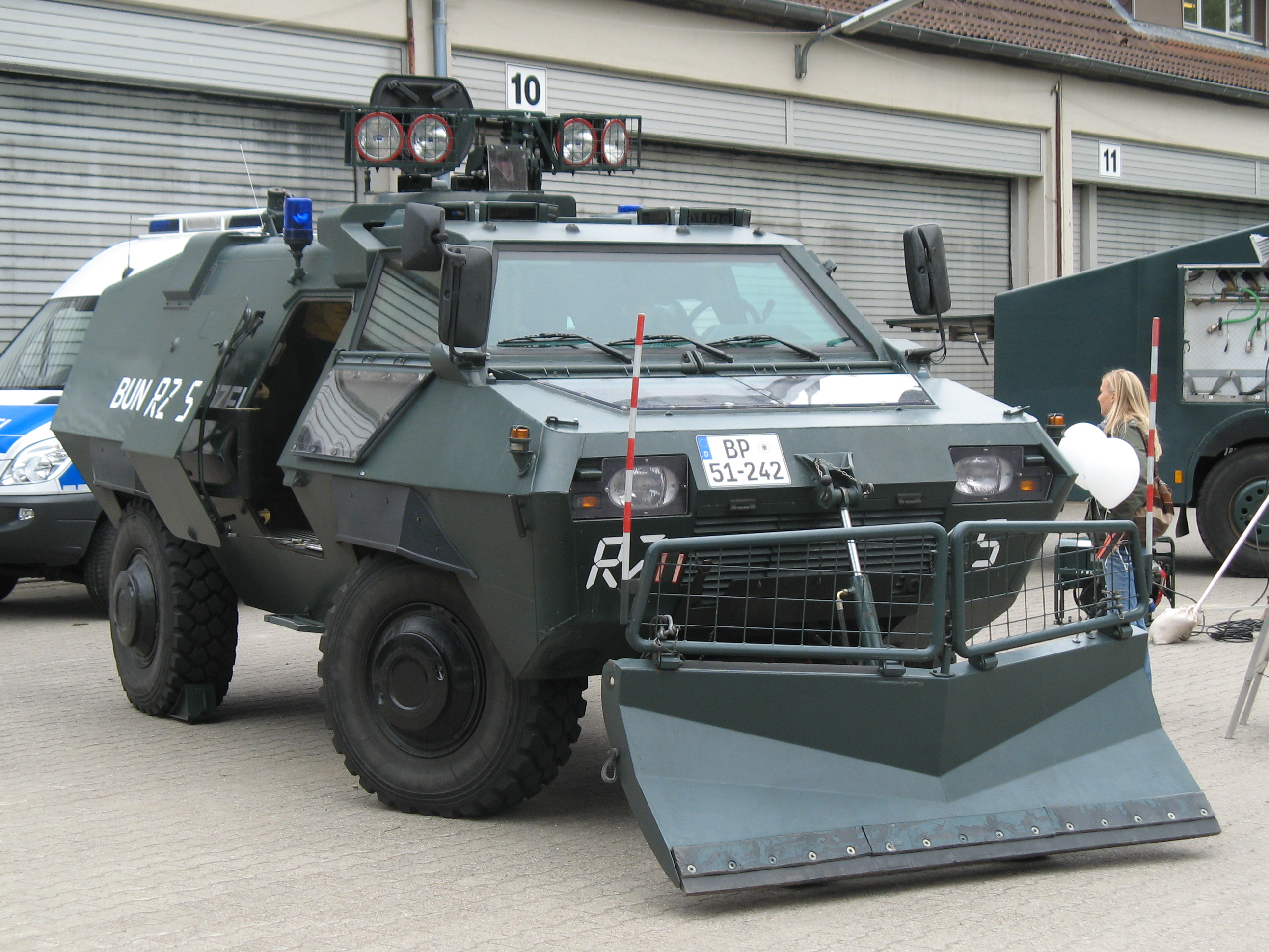
Geschützter Sonderwagen SW 4 (TM-170) in der neuen Lackierung der Bundespolizei, 2011

## Hubschrauber
- Hiller UH-12B: Mehrzweckhubschrauber; hergestellt von Hiller, USA. Eingesetzt von 1955 bis 1956.
- Alouette SE.3130 bis SA 318C: gebaut vom französischen Hersteller Aérospatiale. Eingesetzt von 1964 bis 2001.
- Bell UH-1D (deutsche Bezeichnung, eigentlich UH-1H): Erster erfolgreicher leichter Mehrzweckhubschrauber des US-amerikanischen Herstellers Bell Helicopter, der in dieser Form ab 1967 gebaut wurde. Der BGS erhielt für „Führung und Einsatz“ sechs Lizenznachbauten durch die Dornier-Werke. Eingesetzt von 1968 bis 2001.
- Bell 212: leichter Mehrzweckhubschrauber, aufbauend auf dem Bell UH-1.
- MBB Bo 105 RTH: Seinerzeit der modernste und innovativste Mehrzweckhubschrauber der Welt, wurde er stetig weiterverbessert. Einsatz beim BGS von 1971 bis zur Umbenennung/Neuorganisation zur Bundespolizei 2005.
- Puma SA 330 J: Mittlerer Transporthubschrauber; Ergebnis der französisch-britischen Zusammenarbeit von Aérospatiale und Westland Aircraft. Erstflug des ersten Serienmodells: September 1968. Einsatz beim BGS von 1973 bis zur Umbenennung/Neuorganisation zur Bundespolizei 2005.
- Puma AS 332 L1: Nachfolgemodell des Puma SA 330; entwickelt und gebaut vom französischen Hersteller Aérospatiale, der später in der deutsch-französischen Unternehmensgruppe Eurocopter Group aufging. Erstflug am 13. September 1978.
- Eurocopter EC 135: deutsch-französische Entwicklung; leichter Mehrzweckhubschrauber. Einsatz beim BGS von 2002 bis zur Umbenennung/Neuorganisation zur Bundespolizei 2005.
- Eurocopter EC-155 B1: deutsch-französische Entwicklung; Einsatz beim BGS von 2002 bis zur Umbenennung/Neuorganisation zur Bundespolizei 2005.

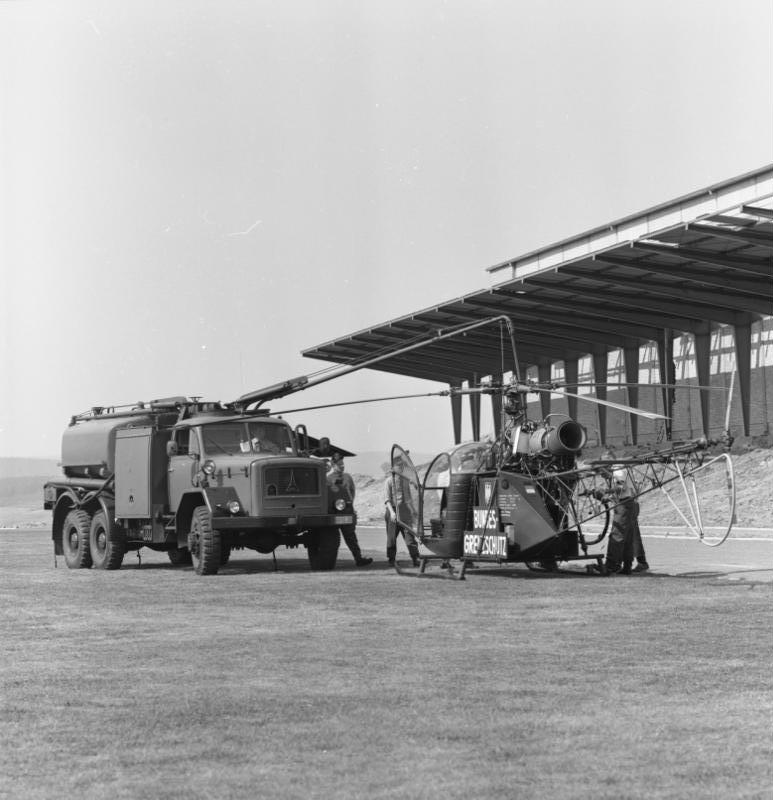
SE.3130 Alouette II des BGS beim Betanken, 1964
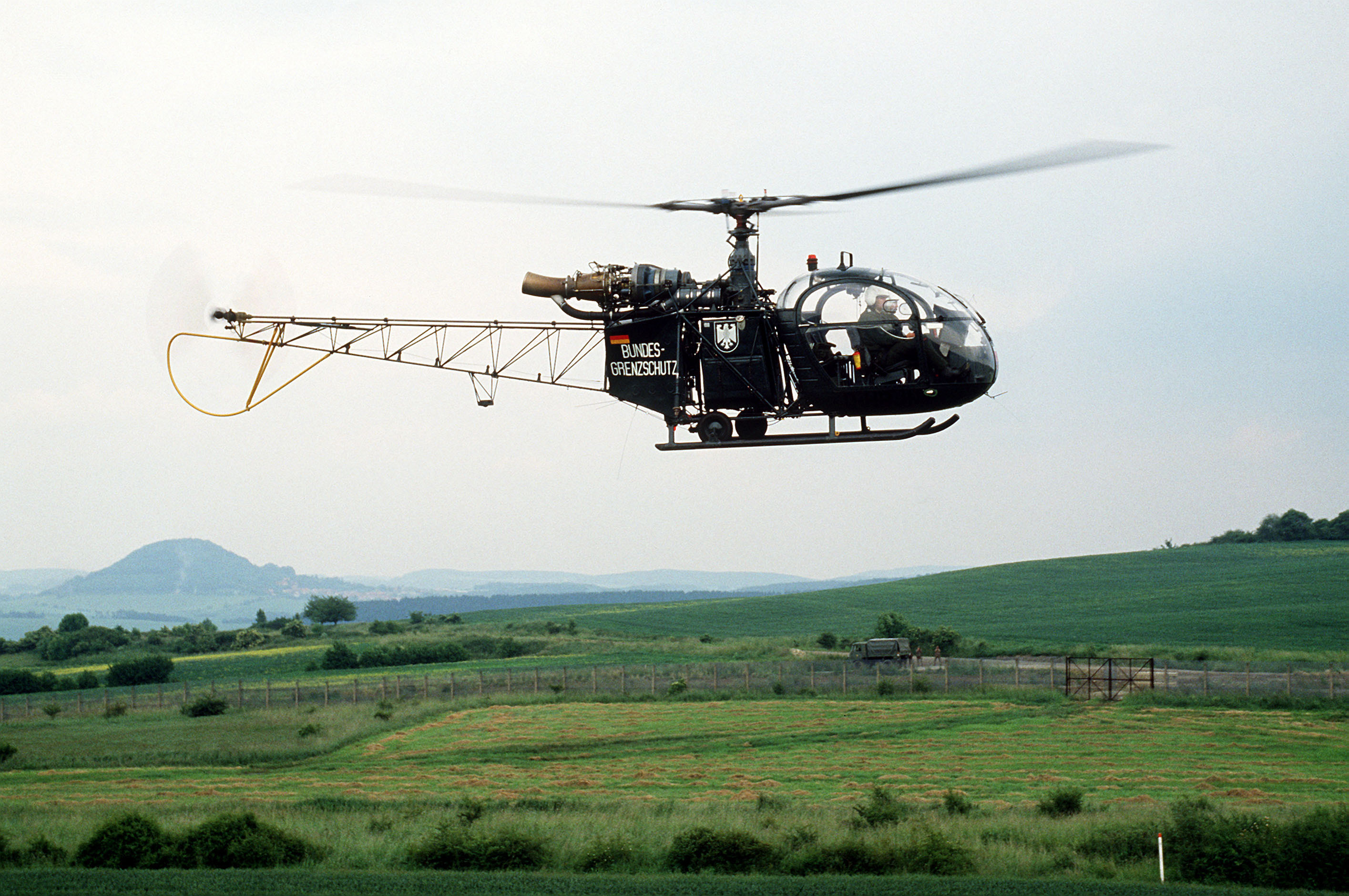
SA-318C Alouette II des BGS überwacht im Juni 1985 die Innerdeutsche Grenze
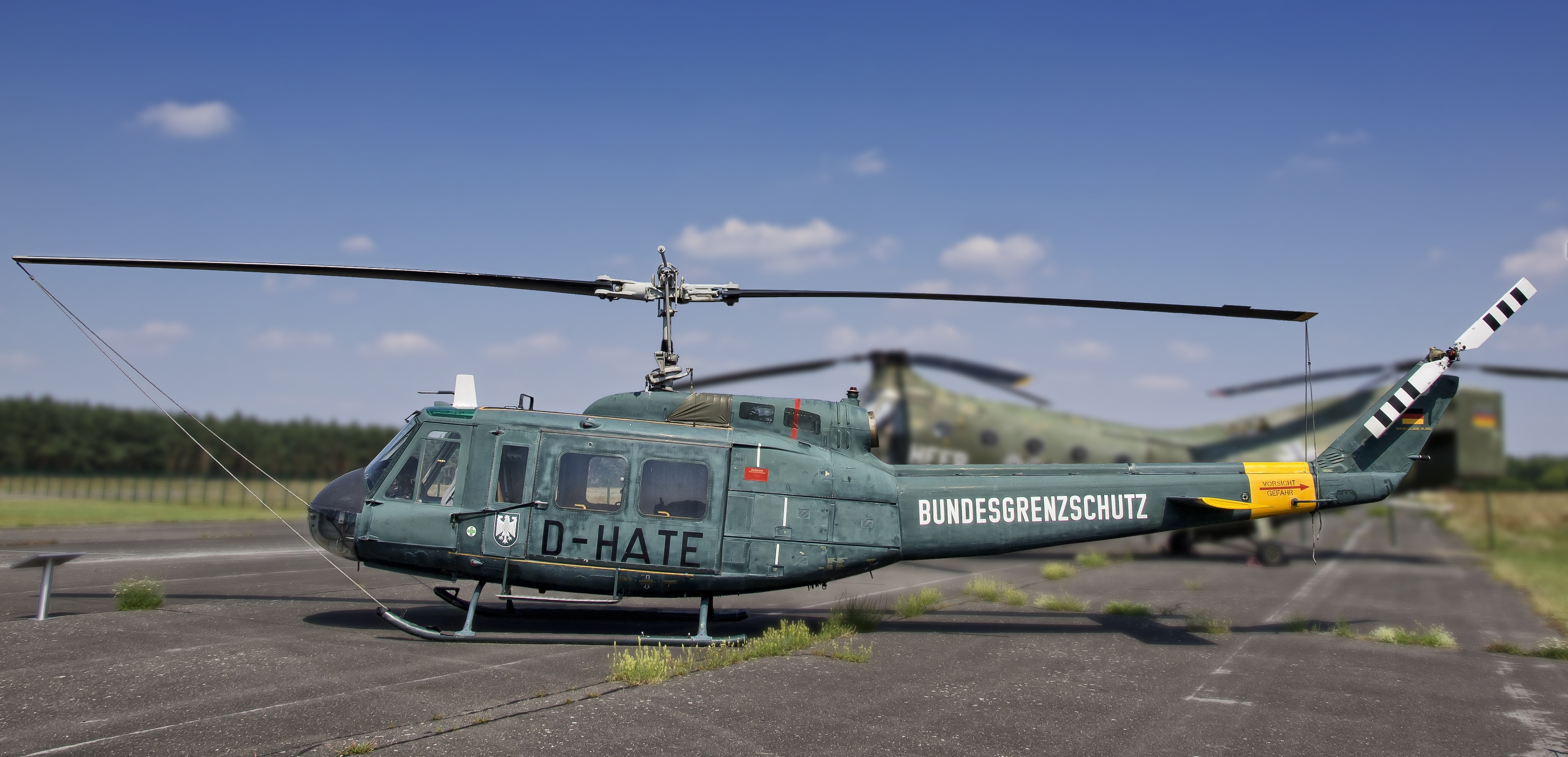
Bell UH-1D des BGS im Flughafen Berlin-Gatow
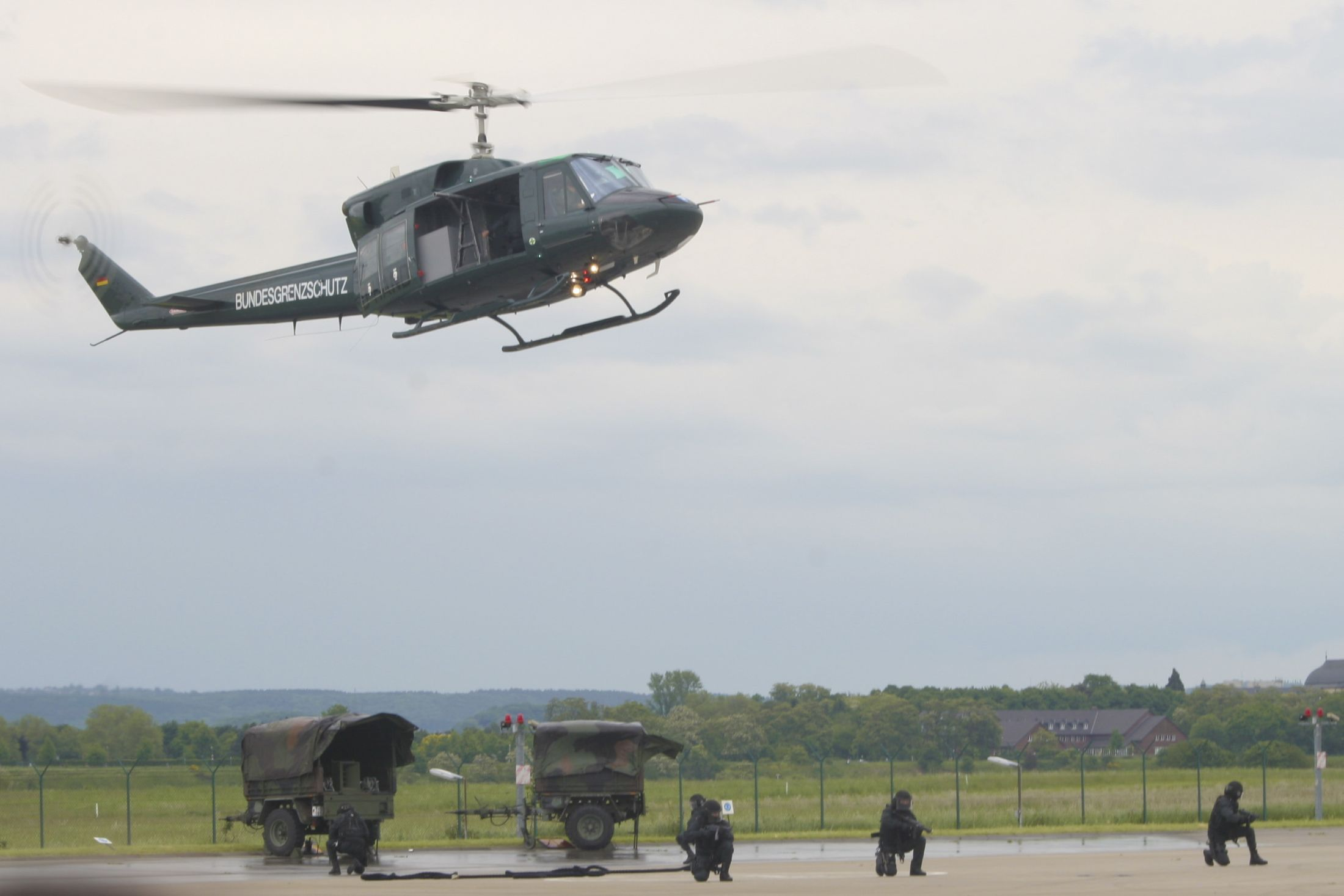
Bell 212 des BGS bei einer Schau der GSG 9 im Jahr 2005
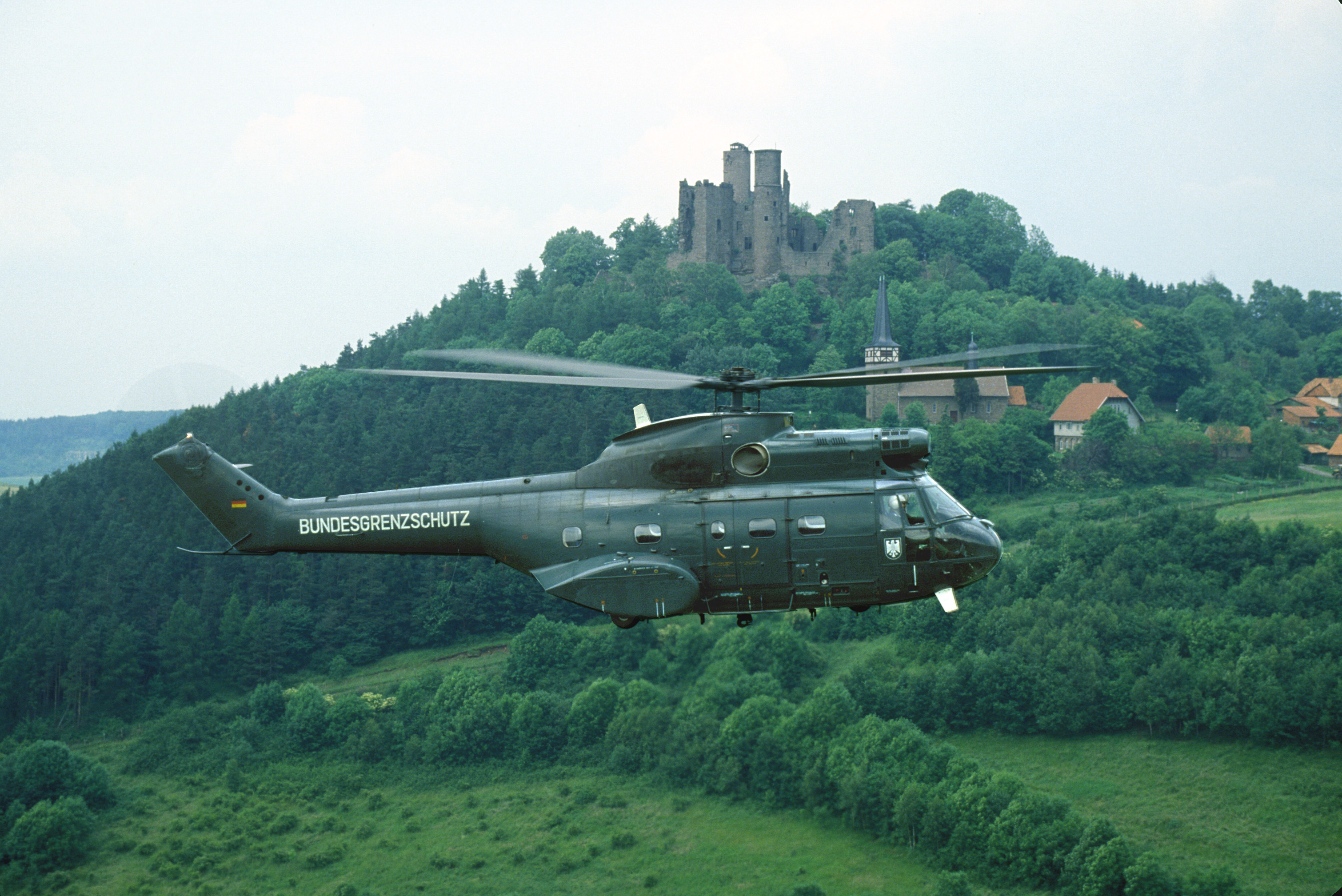
Puma SA 330 J des BGS vor der Burg Hanstein, 1985
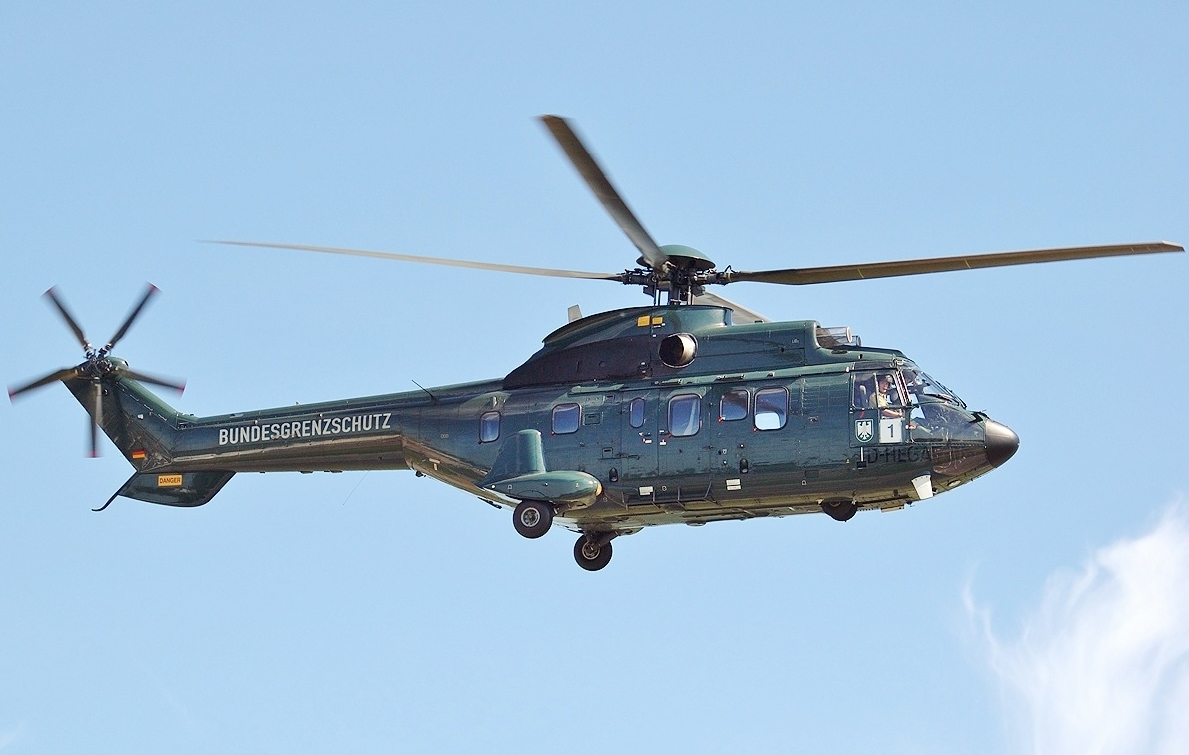
Puma AS 332 L1 des BGS im Jahr 2005
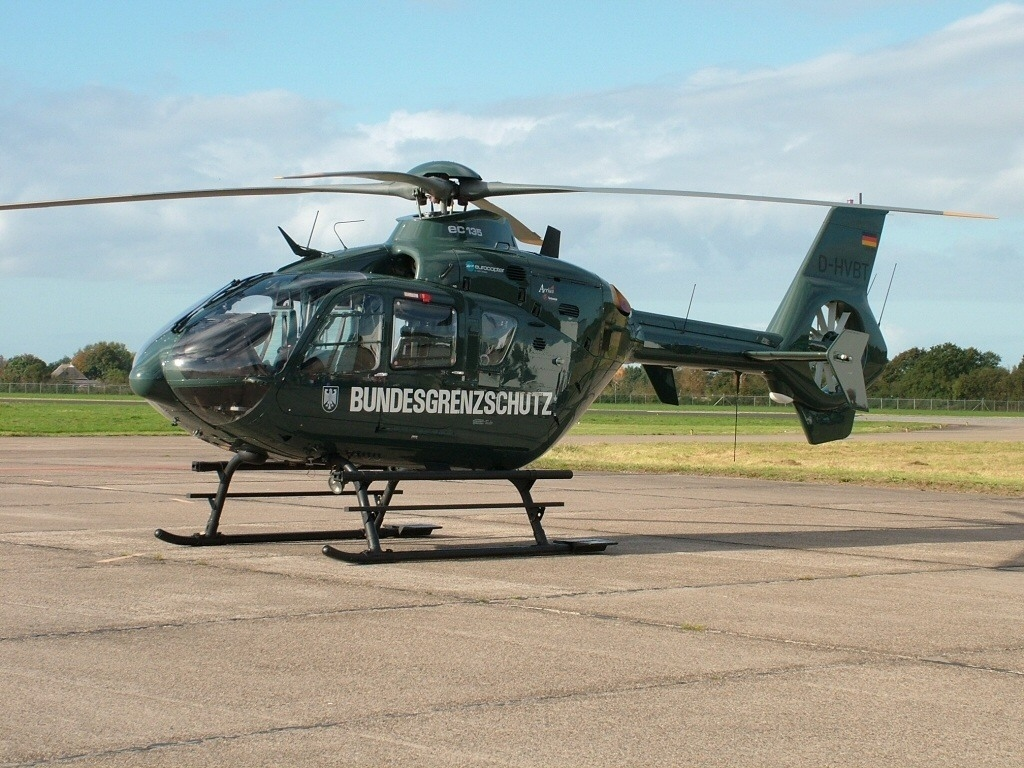
Eurocopter EC-135 des BGS im Jahr 2004
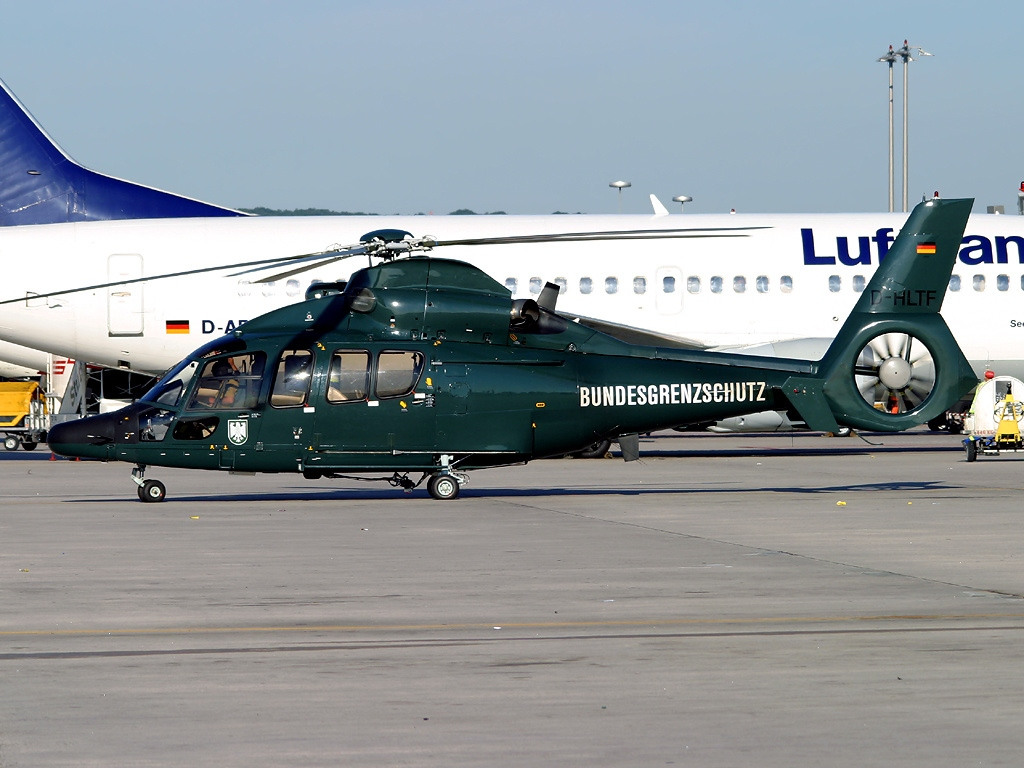
Eurocopter EC-155B des BGS im Jahr 2003

## Boote und Schiffe
Für die Aufgabenwahrnehmung im Bereich Küstenmeer und Hohe See bestand die Flotte bis zur Umbenennung/Neuorganisation zur Bundespolizei 2005 aus sechs Einsatzschiffen:
- Bredstedt
- Neustrelitz
- Bad Düben
- Bad-Bramstedt-Klasse: Bad Bramstedt, Bayreuth, Eschwege (ersetzten ab dem Jahr 2000 acht Boote der Neustadt-Klasse)

Die Besatzungsstärke betrug jeweils 14 Beamte.
Für die küstennahen Gewässer der Ostsee kamen diverse Patrouillenboote (u. a. Vogtland, Rhön, Spreewald) und der Schlepper Rettin zum Einsatz.

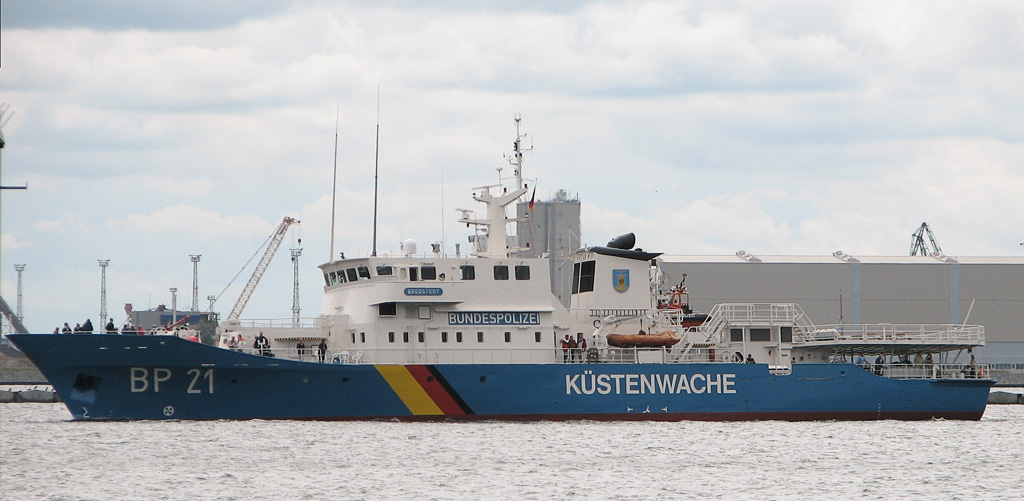
BG 21 Bredstedt
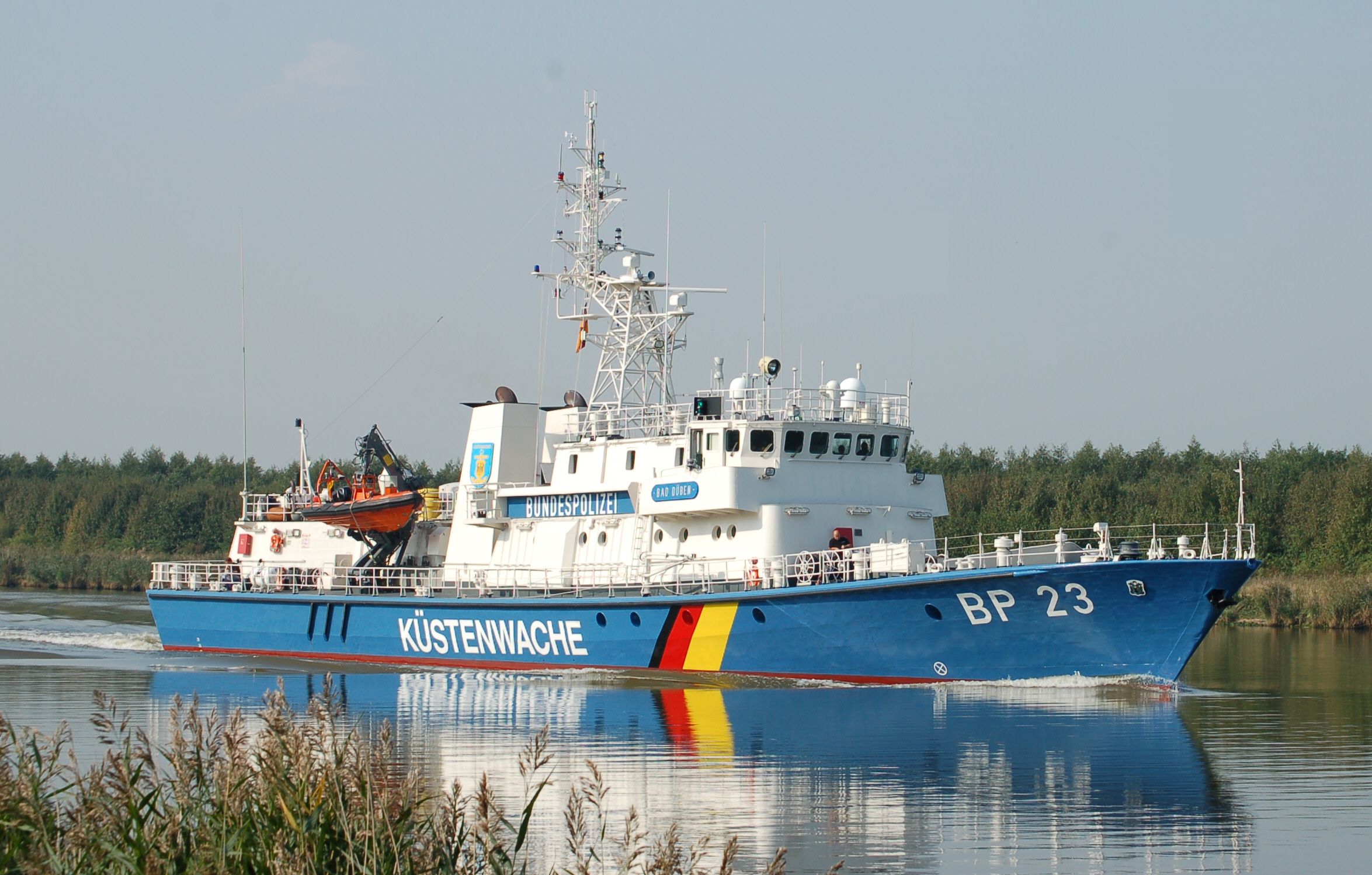
BG 23 Bad Düben
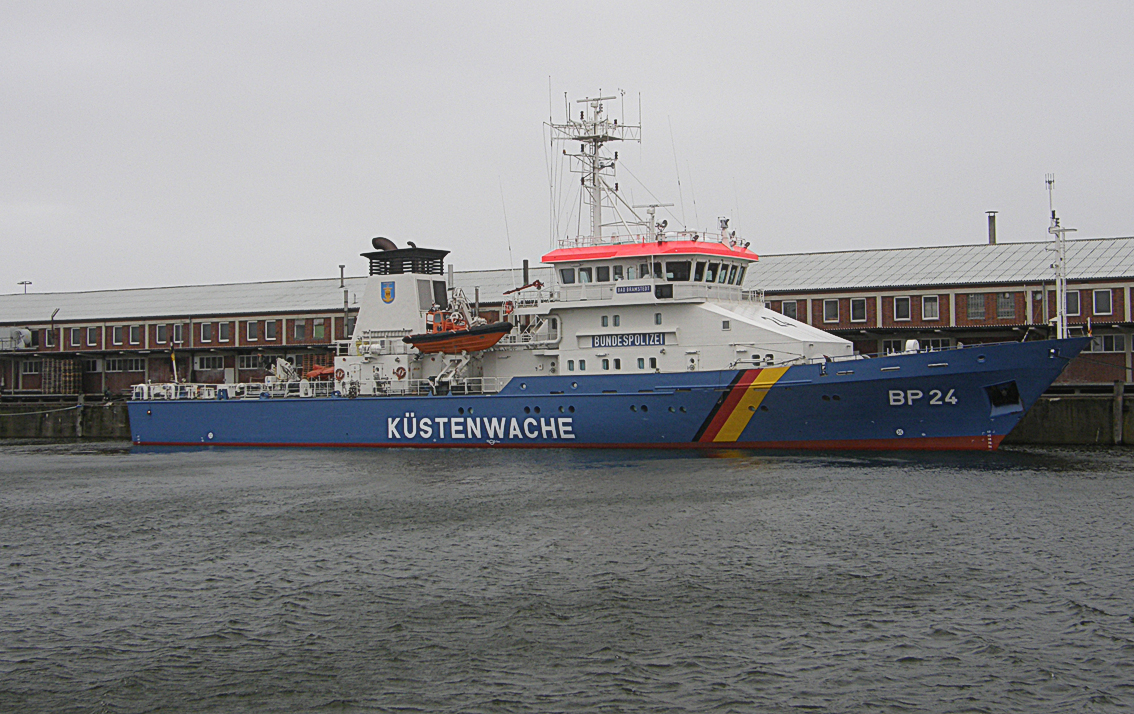
BG 24 Bad Bramstedt